# Bicentenario de la Independencia del Perú
El Bicentenario de la Independencia del Perú conmemora los 200 años de la proclamación de Independencia del Perú. Este acontecimiento tiene como fecha central el 28 de julio de 2021, y corresponde a diversas estrategias, actividades y planes de alcance nacional e internacional hasta el 2024, año en que se conmemoraron los 200 años de las batallas de Junín y Ayacucho que consolidaron la Independencia del Perú.
El 6 de julio del 2018, se creó el Proyecto Especial Bicentenario, entidad encargada de ejecutar, articular y dar seguimiento a todas las actividades requeridas; con un alto valor simbólico, para el fortalecimiento de la identidad nacional, la memoria histórica y los valores de una nueva ciudadanía de cara a su tercer siglo de vida republicana.

## Antecedentes

### Independencia del Perú

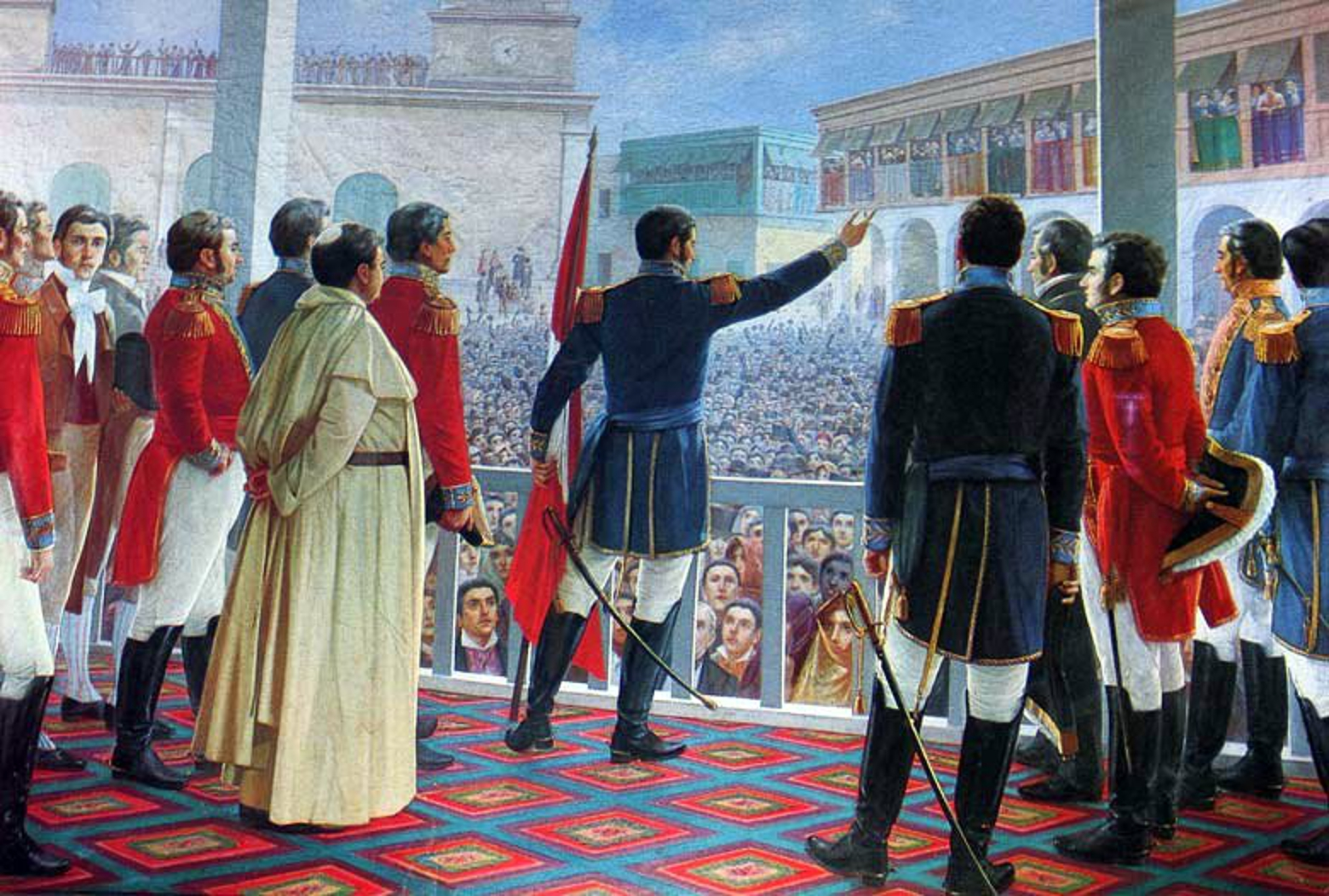
Proclamación de la Independencia del Perú. Óleo de Juan Lepiani.

La Independencia del Perú fue un proceso histórico social, materializado en una serie de levantamientos y conflictos bélicos que propiciaron el surgimiento de la República Peruana como un estado independiente de la monarquía española y la ruptura de todo vínculo político con ésta, con la consecuente desaparición del Virreinato del Perú. 
En el Perú se reconoce a la Rebelión de Túpac Amaru II de 1780, como uno de los primeros levantamientos autóctonos que cuestionaron el orden social y el gobierno del entonces Virreinato del Perú. El levantamiento se desarrolló de manera sangrienta y fue reprimido por las armas realistas del propio virreinato. Posteriormente, en el contexto del proceso de independencia de Hispanoamérica se producirían otras insurrecciones que ya buscaban la autonomía del país, como la Rebelión de Tacna de 1811, encabezada por Francisco Antonio de Zela, la Rebelión de Huánuco de 1812, y la Rebelión del Cuzco de 1814 de los hermanos Angulo, la más importante y de mayor impacto. Sin embargo, el centro del orden colonial de España en América del Sur se sostuvo firme durante toda una década de conflicto, fundamentalmente en Lima, capital del Virreinato del Perú. Sin embargo la rebelión del Trienio Liberal español, en Europa, permitió al resto de países de Sudamérica la disponibilidad de auxiliar con fuerzas independentistas extranjeras, como la Expedición Libertadora del Perú comandada por el General José de San Martín, la cual en 1820  desembarcó en la Bahía de Pisco, al sur de Lima, para posteriormente ocupar la capital virreinal (Lima), y proclamar la independencia del Perú el 28 de julio de 1821. Sin embargo la corriente libertadora del sur quedó estancada por un resultado militar disputado y tuvo su punto final con la Sublevación del Callao, pero la guerra interna realista dio un nuevo impulso al proceso independentista, que fue consolidado finalmente por Simón Bolívar y la corriente libertadora del norte, con la firma de la Capitulación de Ayacucho en 1824 y la caída de los últimos bastiones españoles en América del sur en 1826.

### Primer centenario

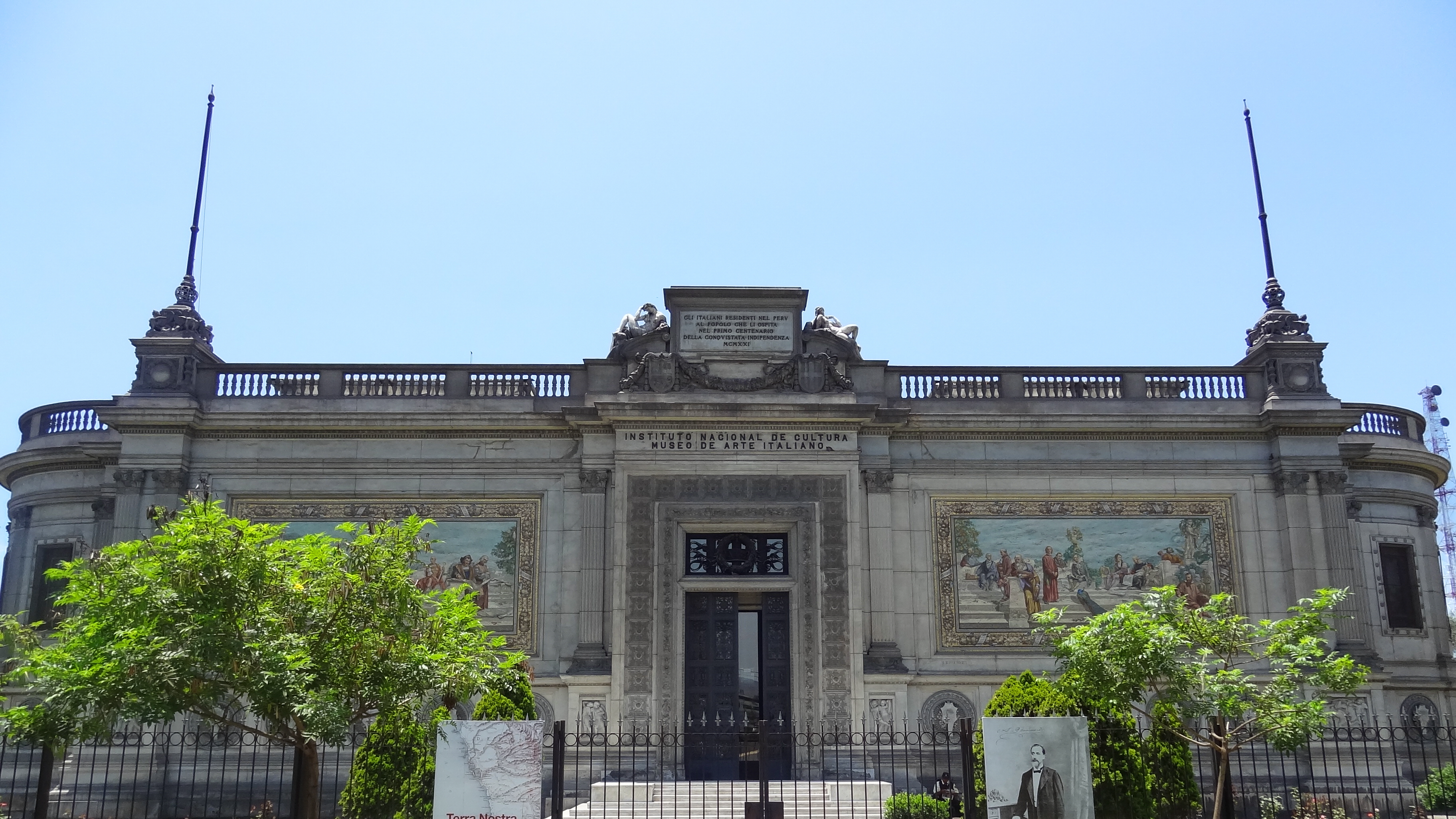
Museo de Arte Italiano. Obsequio de la colonia italiana por el primer centenario (1921).

Dado que frente a los diversos hechos históricos que conformaron el proceso independentista del Perú, la historiografía peruana otorgó mayor preponderancia a la proclamación de independencia ocurrida el 28 de julio de 1821, considerándola por tanto como fecha fundacional, el primer Centenario se conmemoró en 1921, para lo cual se organizaron grandes y fastuosas fiestas que fueron supervisadas y presididas por Augusto Leguía, en ese entonces mandatario del país.

La ciudad de Lima fue el centro de las celebraciones y para el efecto se la engalanó con luces eléctricas que decoraban, entre otros edificios importantes, el Congreso de la República, el Palacio de Gobierno, la Plaza Mayor y la Torre del Parque Universitario. La Municipalidad de Lima obsequió el monumento del almirante Bergasse du Petit Thouars que está frente a la sede de Radio Nacional y la plaza Washington. Asimismo, la capital peruana fue visitada por numerosas delegaciones de otros países, motivadas por las excelentes relaciones internacionales que se habían sabido tejer el gobierno del presidente Leguía. Simultáneamente, las colonias extranjeras residentes en el Perú realizaron una serie de obsequios a la ciudad de Lima como la Torre Alemana (colonia alemana), el Estadio Nacional de Lima (colonia británica), el Museo de Arte Italiano (colonia italiana) etc.

### Sesquicentenario de la Independencia del Perú

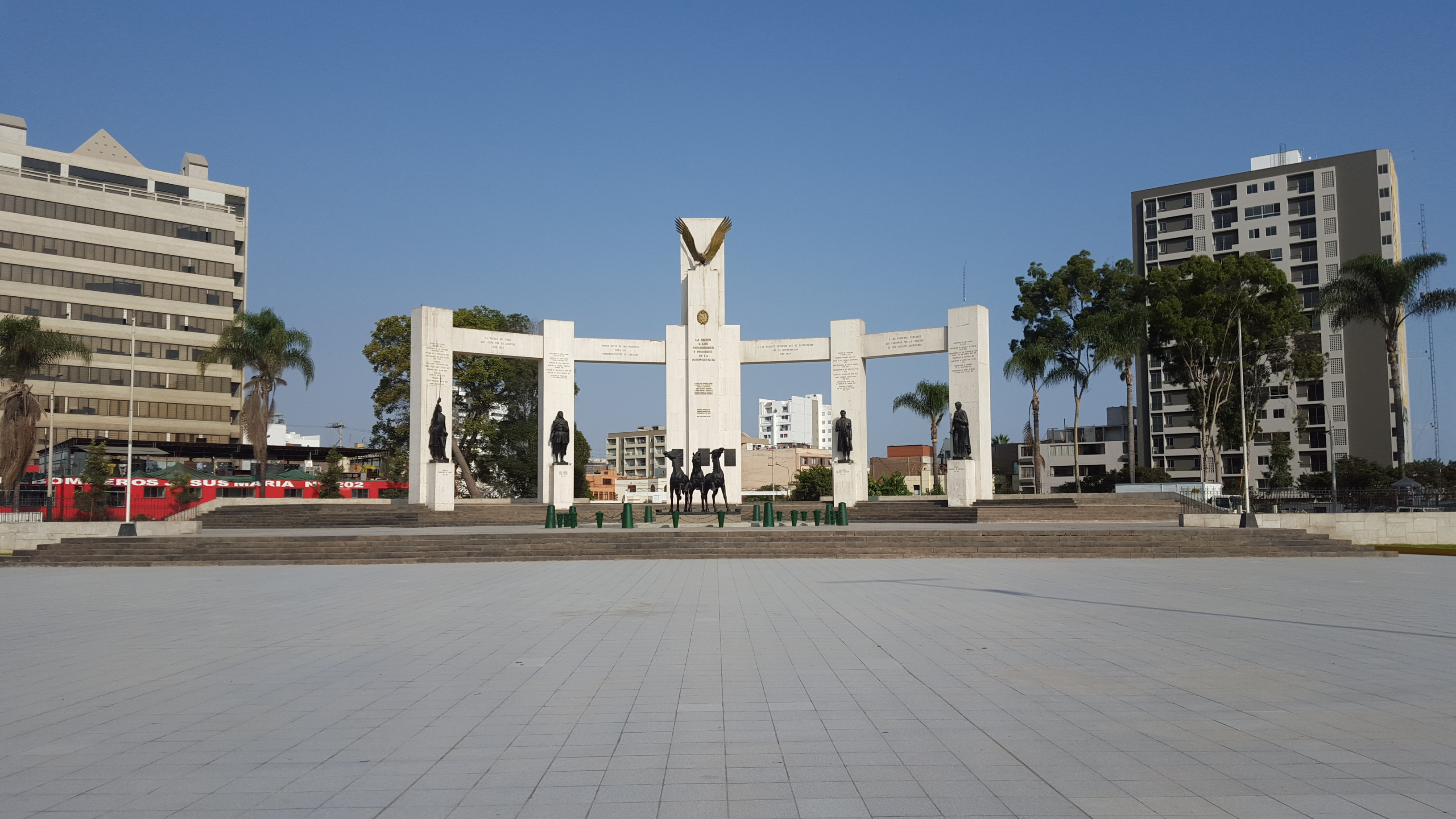
Monumento a los Próceres de la Independencia en Lima, por motivo del Sesquicentenario de la Independencia del Perú.

El 16 de septiembre de 1969 se creó la Comisión Nacional del Sesquicentenario de la Independencia del Perú por el decreto de ley N.º 17815, durante el gobierno de Juan Velasco Alvarado. Esta comisión estuvo integrada por representantes de instituciones del estado, comunidad académica y sociedad civil, asumiendo el general de división EP Juan Mendoza Rodríguez, asimismo tuvo como objetivo la preparación y ejecución del programa conmemorativo en todo el país, por el 150 aniversario de la Independencia del Perú en 1971.
La Comisión del Sesquicentenario se encargó de organizar eventos académicos, concursos de investigaciones históricas y de música, además de asesorar la construcción de monumentos y objetos conmemorativos a lo largo del país; como el Monumento a San Martín y a la Expedición Libertadora (Paracas), Monumento a los Próceres de la Independencia (Lima), Monumento a Francisco de Zela (Tacna), Monumento a los vencedores de Ayacucho (Ayacucho), etc. Asimismo, se inauguraron placas y bustos en honor a todos aquellos que con su aporte, pensamiento y ejercicio contribuyeron con la emancipación peruana.
Su labor académica quedó plasmada en 86 volúmenes de la Colección Documental de la Independencia del Perú, la Historia de la Emancipación del Perú y otras publicaciones. Otra de las actividades relevantes fue el concurso de creación de marchas militares, donde músicos y ciudadanos en general participaron en la elaboración de las partituras en honor a los festejos del sesquicentenario; el lanzamiento de estampillas conmemorativas entre 1970 y 1971, la emisión de monedas conmemorativas, la restauración y ampliación del Museo Nacional de Arqueología, Antropología e Historia del Perú, el V Congreso Internacional de Historia en América, etc. La figura de Túpac Amaru II se convirtió en el símbolo de la reforma agraria y del cambio social propuesto por el gobierno.

## Preparativos para el bicentenario

### Plan Bicentenario: El Perú hacia el 2021
En el 2011, el Centro Nacional de Planeamiento Estratégico (CEPLAN) lanza el Plan Bicentenario: El Perú hacia el 2021, un plan de largo plazo que contiene las políticas nacionales de desarrollo que deberá seguir el Perú hacia el 2021, basado en el Acuerdo Nacional y en las 31 Políticas de Estado que suscribieron las fuerzas políticas y sociales en el año 2002. Dicho plan contiene las políticas nacionales de desarrollo que debe seguir el país. El Plan Bicentenario no es un plan de acción sino de orientación, en la que se establecen metas anuales para periodos por lo regular de cinco años, tiene mayor nivel de detalle y constituye el principal instrumento para la ejecución del plan; dicho plan se plantea el reto de mirar el futuro de forma integrada y coherente mediante ejes estratégicos que trazan objetivos, acciones y metas al 2021, enfatizando los determinantes del cambio hacia el 2030 y proponiendo proyectar al Perú hacia el 2050. 

Entre febrero y julio del 2009 se identificaron seis objetivos nacionales, en torno a los cuales se definieron seis ejes estratégicos para el Plan Bicentenario: El Perú hacia el 2021 y formularon las respectivas propuestas de lineamientos estratégicos:
| El Plan Bicentenario considera indispensable relacionar el desarrollo integral y sostenible con la vigencia plena y efectiva de los derechos fundamentales y la dignidad de las personas. Fortalecer la vigencia de estos derechos implica que toda la ciudadanía, sin excepción, tenga acceso a una justicia autónoma, confiable y eficiente. | El crecimiento con democratización que el Perú se compromete a lograr para el 2021 incluye el acceso equitativo a servicios fundamentales de calidad (educación, salud, agua y saneamiento, electricidad, telecomunicaciones, vivienda y seguridad ciudadana). Para su alcance, se requiere estrategias políticas que convoquen por igual al Estado y la iniciativa privada. | El Plan Bicentenario ha tomado en consideración la necesidad de reducir la envergadura del sector público, sobre todo en la capital del país, heredera de una secular hiperconcentración del poder. Al mismo tiempo, juzga indispensable hacer crecer las instituciones del Estado en las regiones, como parte del proceso de descentralización y de erradicación del centralismo. |

| Economía, competitividad y empleo | Desarrollo regional e infraestructura | Recursos naturales y ambiente |
| --- | --- | --- |
| El Plan Bicentenario sustenta una política económica estable y previsora que aliente el crecimiento económico sostenido mediante la inversión privada y pública en actividades generadoras de empleos dignos. De acuerdo con el Plan Bicentenario, son condiciones indispensables para este objetivo la reducción del subempleo y el desempleo, la mejora de la competitividad, la inversión y la presión tributaria, y la mayor estabilidad macroeconómica. | Se considera imprescindible definir estrategias que contribuyan a cerrar las diferentes brechas de desigualdad de recursos y capacidades entre Lima y las regiones. Desarrollar una infraestructura económica y productiva suficiente y adecuada, descentralizada y de uso público es un objetivo estratégico fundamental. | Esta estretegia permite la sostenibilidad de los recursos en la economía del país por su contribución a la satisfacción de las necesidades de la población y al desarrollo de actividades productivas generadoras de bienes y servicios dirigidos tanto al mercado interno como externo. |

### Proyecto Especial Bicentenario

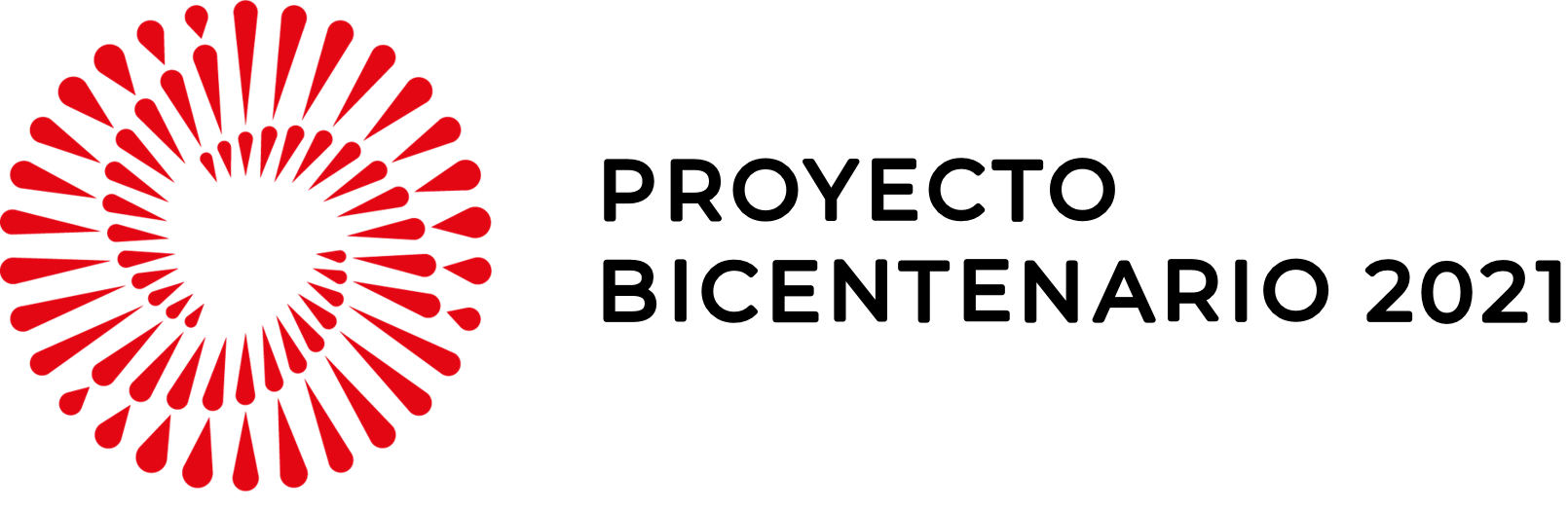
El Proyecto Especial Bicentenario es la entidad encargada de ejecutar, articular y dar seguimiento a todas las actividades conmemorativas del Bicentenario hasta el 2024.

El Proyecto Especial Bicentenario de la Independencia del Perú es la organización responsable de la gestión y formulación de la Agenda de Conmemoración del Bicentenario de la Independencia del Perú, de ejecutar, articular y dar seguimiento a las acciones requeridas para dicha conmemoración. El Proyecto Especial Bicentenario fue creado mediante la Resolución Suprema N° 004-2018-MC el 6 de junio de 2018, adscrito originalmente al Ministerio de Cultura del Perú; el 7 de mayo de 2019 aprueba el cambio de dependencia del Proyecto Especial Bicentenario de la Independencia del Perú del Ministerio de Cultura a la Presidencia del Consejo de Ministros mediante el Decreto Supremo N.º 091-2019-PCM publicando en el diario El Peruano. Y el 5 de noviembre de 2020 mediante el Decreto Supremo N.º 016-2020-MC se aprueba el cambio de dependencia dicha organización, que pasa de la Presidencia del Consejo de Ministros al Ministerio de Cultura.
El Proyecto Especial Bicentenario tiene un ámbito de intervención a nivel nacional y está a cargo de un/a Director/a Ejecutivo/a, quien ejerce funciones ejecutivas y de representación, desarrolladas en el Manual de Operaciones del Proyecto Especial Bicentenario de la Independencia del Perú, aprobado mediante la Resolución Ministerial N.º 193-2019-PCM, el 31 de mayo de 2019. Laura Isabel Martínez Silva ejerció como directora ejecutiva del Proyecto Especial Bicentenario de la Independencia del Perú, mediante la Resolución Ministerial N.º 280-2020-DM/MC, el 10 de noviembre de 2020. El Proyecto Especial puede conformar grupos de trabajo con la participación de otros Sectores y representantes del sector privado o sociedad civil, liderados por un Ministerio de acuerdo a la naturaleza de cada iniciativa, responsables de su ejecución y rendición de cuentas al Proyecto.

### Concurso de canción y logotipo del bicentenario

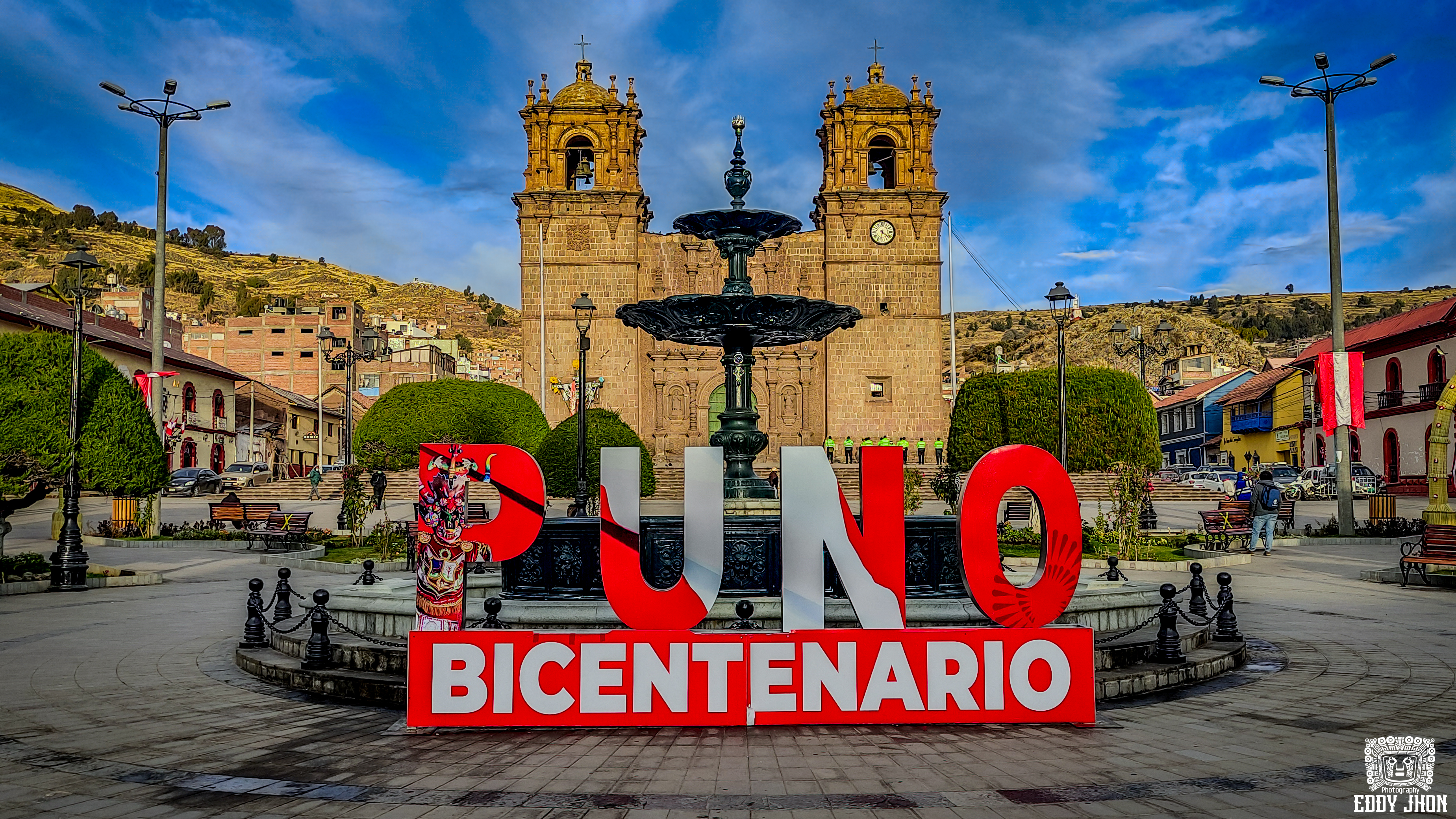
Puno y el bicentenario peruano en 2021.

El 28 de noviembre de 2017, en medio de música y bailes multicolores en el patio de Palacio de Gobierno, el expresidente Pedro Pablo Kuczynski anunció la convocatoria del concurso público para la elección de la canción y el logotipo del Bicentenario de la Independencia del Perú, mediante la Resolución Ministerial N.º 473-2017-MC que aprueba las bases para dicho concurso. Acompañado de la entonces primera ministra, Mercedes Aráoz, y el exministro de Cultura, Salvador del Solar, informó que son abiertos a toda la ciudadanía con el objetivo de abrir espacios de participación ciudadana y enriquecer el proceso de creación de los símbolos que representarán al país para dicha celebración; el lema para esta invitación fue "Componemos nuestro país, diseñamos nuestro futuro". Las postulaciones para el logo y canción del Bicentenario fueron hasta el 16 de febrero del 2018.
Tras el cierre de las postulaciones, un jurado calificador eligió el 13 de abril del 2018 a los tres finalistas de cada categoría (canción y logotipo), después de recibir más de 600 postulaciones provenientes de 22 regiones del país. A través de la página web ciudadanos peruanos eligieron al ganador a través de sus votos. El 9 de junio, el Ministerio de Cultura en una ceremonia de premiación realizado en el Gran Teatro Nacional se anunció a los ganadores, siendo Pedro Manuel Rodríguez Chirinos en la categoría de canción con el tema "Aquí estoy" y Ángela Rossmery Alberca Caro con el logotipo ganador que lleva como título "El Perú se mueve".

### Agenda Bicentenario
La Agenda de Conmemoración del Bicentenario de la Independencia del Perú es el plan de acciones descentralizadas, participativas e inclusivas que
tienen como objetivo posicionar la conmemoración del Bicentenario de la Independencia del Perú. La Agenda Bicentenario fue aprobada en el año 2018 mediante Decreto Supremo N.º 009-2018-MC; sin embargo a raíz de la emergencia sanitaria provocada por el COVID-19 en el Perú, el 2 de octubre del 2020 fue aprobada mediante el Decreto Supremo N.º 159-2020-PCM su actualización. Su aspiración es dejar un legado institucional para el fortalecimiento de la democracia, infraestructura emblemática que cuadriplica la inversión anual en la ciudadanía, la recuperación de espacios públicos y una conmemoración centrada en el fortalecimiento de la identidad nacional, la memoria histórica y valores de una ciudadanía de cara a su tercer siglo de vida republicana.
El 10 de noviembre de 2018, se lanzó en la ciudad de Ayacucho, la Agenda de Conmemoración del Bicentenario de la Independencia del Perú, evento que se desarrolló simultáneamente en todo el país y que convocó a autoridades del gobierno nacional, regional y de la sociedad civil; asimismo autoridades izaron las Banderas del Bicentenario, ejes temáticos que caracterizarán las obras y actividades previstas en la agenda de conmemoración. El lanzamiento central fue encabezado por el expresidente de la República, Martín Vizcarra y la exministra de Cultura, Patricia Balbuena; en medio de danzas, conciertos, ferias, pasacalles, entre otras actividades.

## Conmemoración de tres momentos
Desde que se fundó el Proyecto Especial Bicentenario se tuvo la posibilidad de elegir entre dos caminos. El primero, pensar el Bicentenario como una gran fiesta que se celebraría el 28 de julio de 2021 por las razones que hace 200 años se fueron dadas. El segundo era entender este hito histórico como la oportunidad para imaginar el país que desea ser y emprender el camino para hacerlo realidad, a fin de llegar al 2021 seguros de que hay mucho que celebrar y mucho también que reforzar y construir. A pesar de las dificultades que esto supone, es esta última ruta que se optó por transitar. El Bicentenario tendrá obras emblemáticas y grandes ceremonias de conmemoración pero, sobre todo, tendrá espíritu común y compromiso. Se considera como una gran oportunidad que esta ocasión histórica se pone en frente, la de entablar la nueva conversación sobre el Perú que quiere ser en su tercer siglo de vida republicana.
| Imaginar | Hacer | Celebrar |
| --- | --- | --- |
| Responde a la necesidad de generar esperanza y optimismo como punto de partida. Invita a imaginar/pensar en los retos pendientes del Perú y lo que se quiere cambiar. Se implementan actividades que invitan a soñar y preparar un ambiente de receptividad para la conmemoración. | Es un reconocimiento a la gente que "hace" el Perú. Se trata de una etapa donde se destacan las virtudes de personas, instituciones, colectividades que hacen que el país mejore cada día. Pequeñas acciones que hacen grandes cambios. Invita a hacer el país que imaginamos. | Resalta el valor de la celebración y renovación de los votos republicanos. Destaca los logros de estos 200 años de República y a través del encuentro, de renovar el compromiso con el futuro del Perú. |

## Banderas del bicentenario
Son los ejes temáticos desarrollados en las actividades culturales de conmemoración, siendo posicionados públicamente como las "Banderas del Bicentenario". Estos ejes permiten transmitir, a través de la agenda de conmemoración, la visión del Perú que quiere consolidar en su tercer siglo de vida republicana.
| Banderas del Bicentenario | Banderas del Bicentenario    | Banderas del Bicentenario |
| Bandera                   | Eje temático                 | Definición |
| ------------------------- | ---------------------------- | --- |
|                           | Sin corrupción               | Un país que fortalece sus instituciones democráticas, activa todos los mecanismos para la lucha contra la corrupción y que la entiende como un lastre para el desarrollo. |
|                           | Igualdad de oportunidades    | Un país que acorta las brechas de pobreza y desigualdad, con avances importantes en infraestructura y reformas sociales que ponen en el centro a las personas. Un país que combate con firmeza la violencia de género y forja espacios de convivencia libres de cualquier discriminación e intolerancia.                      |
|                           | Diálogo y reconciliación     | Un país dialogante y en paz en el que se promueven y consolidan espacios de encuentro y reconocimiento en pro de que vivamos una ciudadanía solidaria, justa y dialogante. |
|                           | Sostenibilidad               | Un país que valora su megadiversidad y concibe el desarrollo como indesligable del cuidado del medio ambiente. La conservación del medio ambiente es un valor ciudadano básico transversal, inculcado desde la infancia y abordado de manera intersectorial desde el gobierno.                                                |
|                           | Integración y competitividad | Un país que se sitúa a la vanguardia del desarrollo social en la región. Al interior del país, forjamos una nación integrada y conectada, se fortalecen los mecanismos para el trabajo articulado entre sectores y regiones en favor de una visión geopolítica común.                                                         |
|                           | Identidad y diversidad       | Un país con identidad que construye su historia tomando como base su poderosa cultura milenaria y su diversidad cultural como fuente inacabable de creatividad. El Perú del 2021 hace de un acontecimiento histórico ejemplar, motivo para pensar y tomar perspectiva del tipo de nación que se quiere ser de cara al futuro. |

## Actividades centrales

### 24 de julio

#### Apertura del Museo Nacional del Perú
El 24 de julio de 2021, con una puesta en escena, de luces, baile, música y cultura, se realizó la ceremonia de apertura del Museo Nacional del Perú, obra emblemática del Bicentenario, a través de la señal de TV Perú. El evento fue organizado por el Ministerio de Cultura y el Proyecto Especial Bicentenario, la ceremonia contó con la presencia del entonces presidente de la República, Francisco Sagasti; quién dio el discurso de bienvenida.

"Llegamos a este Bicentenario, en este lugar tan hermoso, con una enorme diversidad, pero que no es una diversidad que nos separa o nos distingue, sino una diversidad que nos da la materia prima y los ingredientes para construir una peruanidad [...] Son 200 años de República, que se edificó sobre una variedad de pueblos y culturas de diferentes maneras de ser que poblaron nuestro territorio"
Francisco Sagasti, expresidente de la República; en la ceremonia por la apertura del Museo Nacional del Perú.

A su turno, el exministro de Cultura, Alejandro Neyra, destacó la importancia del Museo Nacional del Perú.

"El MUNA es fundamental porque, como cuna de civilización que somos, nos da una esperanza para construir el Perú que queremos. Si bien el museo ha pasado por diversas vicisitudes, desde que fue concebido hace 200 años cuando el General San Martín se encontraba en el Perú, sin duda la apertura del MUNA es especial. Este museo nos va a contar lo que significa la peruanidad: quiénes somos, por qué estamos aquí y hacia dónde vamos"
Alejandro Neyra, exministro de cultura; en la ceremonia por la apertura del Museo Nacional del Perú.

La ceremonia incluyó la develación de la placa conmemorativa del Bicentenario, a cargo de las autoridades presentes, y un recorrido por las exposiciones temporales "La peregrinación histórica hacia el Museo Nacional", "Recuperación de nuestro patrimonio" y "No hay país más diverso", curadas por Pamela Castro de la Mata y Ronald Sánchez. Finalmente, la ceremonia culmina con un espectáculo artístico en una plataforma de cuatro pisos en forma de pirámide en la que se proyectaron una serie de imágenes relacionadas con la cultura peruana prehispánica, el mestizaje, el presente cultural y los retos del futuro. Además, hubo un despliegue de elencos de baile y un show especial a cargo de mujeres intérpretes nacionales como Renata Flores, Pierina Less, Rosario Goyoneche, Malena Calisto y Sylvia Falcón.

### 27 de julio

#### Ceremonia Conmemorativa "Unidos por el bicentenario"
La ceremonia de conmemoración "Unidos por el Bicentenario" fue un evento realizado el 27 de julio de 2021 en homenaje al Perú por el Bicentenario de la Independencia Nacional. Debido a la emergencia sanitaria provocada por el COVID-19 en el Perú, se ha optado por realizar esta ceremonia a través de un programa especial, transmitido por la por la señal y plataformas digitales de TV Perú, las cuentas oficiales del Proyecto Especial Bicentenario y el Ministerio de Cultura.

Fue un gran despliegue televisivo, por primera vez, se enlazó la capital con todas las regiones del país, en una ceremonia simultánea y descentralizada en la que se desarrollaron actos protocolares, presentaciones en vivo, mini documentales, testimonios, entrevistas, un homenaje a las personas fallecidas durante la pandemia mediante ofrendas florales en el lago Titicaca, el Río Amazonas y el mar del Callao, la presentación del "TusuryChallange", develación de placas por el Bicentenario y presentaciones artísticas que mostraron las tradiciones y la identidad de cada región, sus paisajes, personajes ilustres y su valioso aporte en el proceso de la independencia nacional.

### 28 de julio
El 28 de julio de 2021, se celebró el Bicentenario de la independencia del Perú, con las tradicionales Fiestas Patrias, donde se llevó a cabo la misa y Te Deum, que estuvo presidido por el arzobispo de Lima, Carlos Castillo, y en el que estuvieron presentes el entonces mandatario Francisco Sagasti, la premier Violeta Bermúdez, la presidenta del Congreso de la República, Maricarmen Alva, el alcalde de Lima de entonces, Jorge Muñoz y otros invitados más. Terminada la ceremonia religiosa, se procedió con la toma de mando del nuevo presidente de la República, Pedro Castillo en el Congreso.

## Eventos culturales

### Concierto Sinfónico: Mujeres del bicentenario
Se trata de una serie de conciertos iniciados en el 2019 hacia el 2021, en el Gran Teatro Nacional; organizado por el Proyecto Especial Bicentenario en coordinación con el Ministerio de Cultura en donde se presentan al público el trabajo de algunas de las más importantes compositoras peruanas del siglo XX: Alicia Maguiña, Victoria Santa Cruz, Serafina Quinteras, Rosa Mercedes Ayarza y Chabuca Granda. El Concierto Sinfónico: Mujeres del Bicentenario es un homenaje a sus creadoras, un reconocimiento y reivindicación de su trabajo bajo la interpretación de la Orquesta Sinfónica Nacional del Perú y el Coro Nacional del Perú.
El 27 de septiembre de 2019, en el Gran Teatro Nacional; se realiza el concierto sinfónico en homenaje y presencia a Alicia Maguiña, contando con la presencia del exministro de cultura Luis Jaime Castillo, donde la Orquesta Sinfónica Nacional del Perú y el Coro Nacional del Perú rindieron tributo a una de las compositoras peruanas más icónicas del siglo XX.

### Giras Bicentenario
Las Giras Bicentenario constituyen una serie de espectáculos gratuitos que desarrollaron el Ballet Folclórico Nacional del Perú, el Ballet Nacional del Perú y la Orquesta Sinfónica Nacional del Perú en diversas regiones del país, con el propósito de enriquecer la oferta cultural en el país con miras a la celebración del Bicentenario de la Independencia del Perú. Cada elenco estuvo en una ciudad en particular para conmemorar y celebrar al Perú en su nuevo siglo de vida republicana.

En todas las ciudades se cuenta con el apoyo de las respectivas Direcciones Desconcentradas de Cultura, así como con el apoyo de las Municipalidades, Gobiernos Regionales e instituciones educativas y culturales. Estos espectáculos tienen un carácter inclusivo y descentralizador, que contribuye a formar y a despertar el interés en el arte y la cultura.
Debido a la emergencia sanitaria provocada por el COVID-19 en el Perú, las Giras Bicentenario fueron suspendidas, siendo pospuestas para el 2021, donde se retomará dicho evento a fin de cumplir con el objetivo de llegar a todas las regiones del país.

### Homenaje a Chabuca

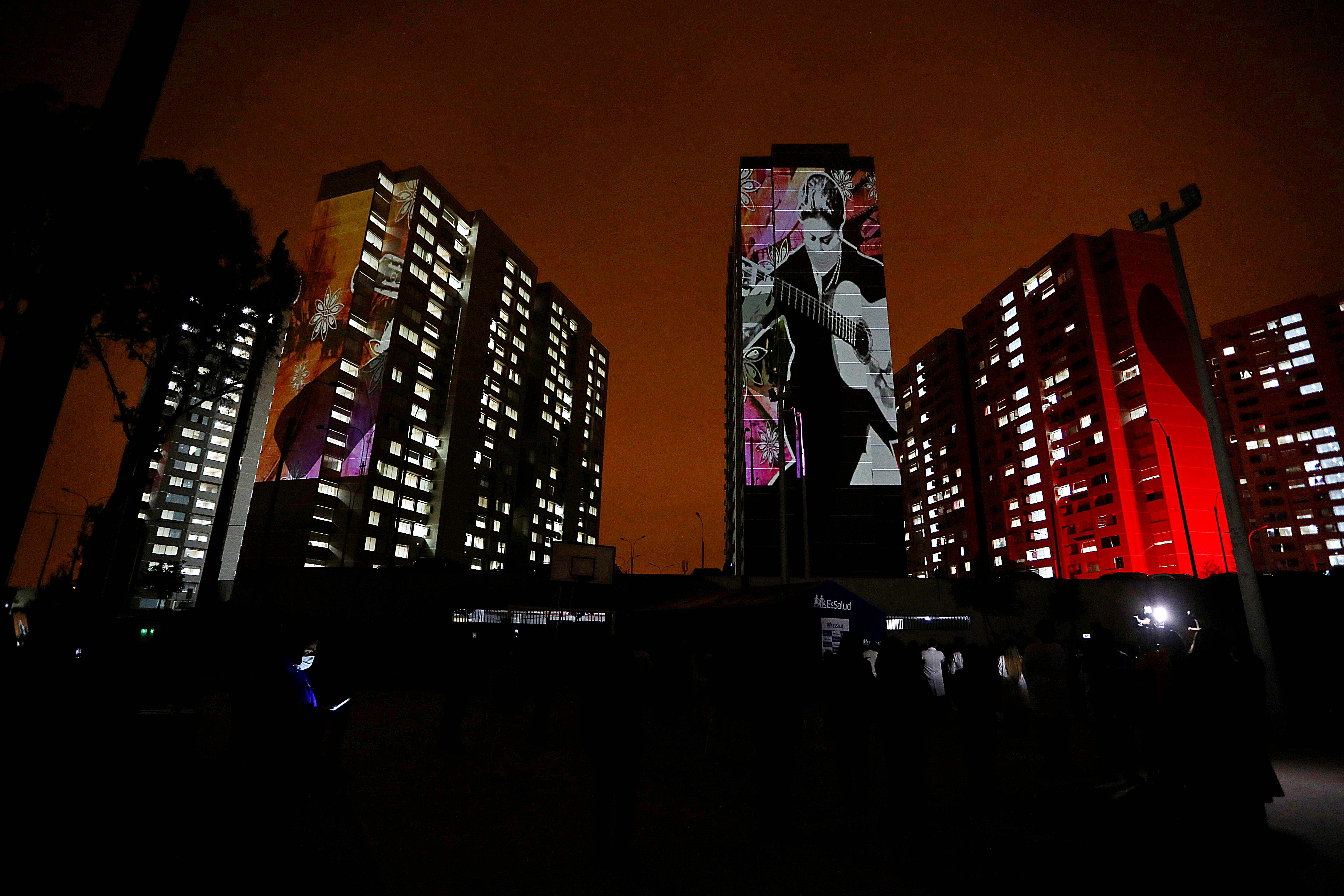
Villa Panamericana se ilumina en homenaje a Chabuca Granda.

El 3 de septiembre de 2020, en conmemoración del centenario del nacimiento de Chabuca Granda, el Proyecto Especial Bicentenario en coordinación con el Proyecto Especial Legado Juegos Panamericanos y Parapanamericanos, Essalud y Sinfonía por el Perú; organizó la proyección de un video mapping en las torres del hospital instalado en la Villa Panamericana de Lima como un homenaje a los 100 años de su nacimiento, al personal médico y pacientes que luchan contra el COVID-19.
El tenor peruano Juan Diego Flórez presentó el sencillo y videoclip "Bello Durmiente" donde une su voz a la de Chabuca gracias al uso de la tecnología y ambos estuvieron acompañados en la guitarra con Óscar Avilés y Sergio Salas. Respetando las medidas de bioseguridad, el personal médico se reunió en la explanada de la Villa Panamericana. Durante su transmisión, la ciudadanía envió mensajes a los profesionales de la salud, pacientes y familiares mostrándoles su reconocimiento, agradecimiento y apoyo frente a la lucha contra la pandemia. A la proyección asistieron: la presidenta ejecutiva de EsSalud, Fiorella Molinelli; la exdirectora ejecutiva del Proyecto Especial Bicentenario, Gabriela Perona y el personal médico.

### Inti Raymi del bicentenario

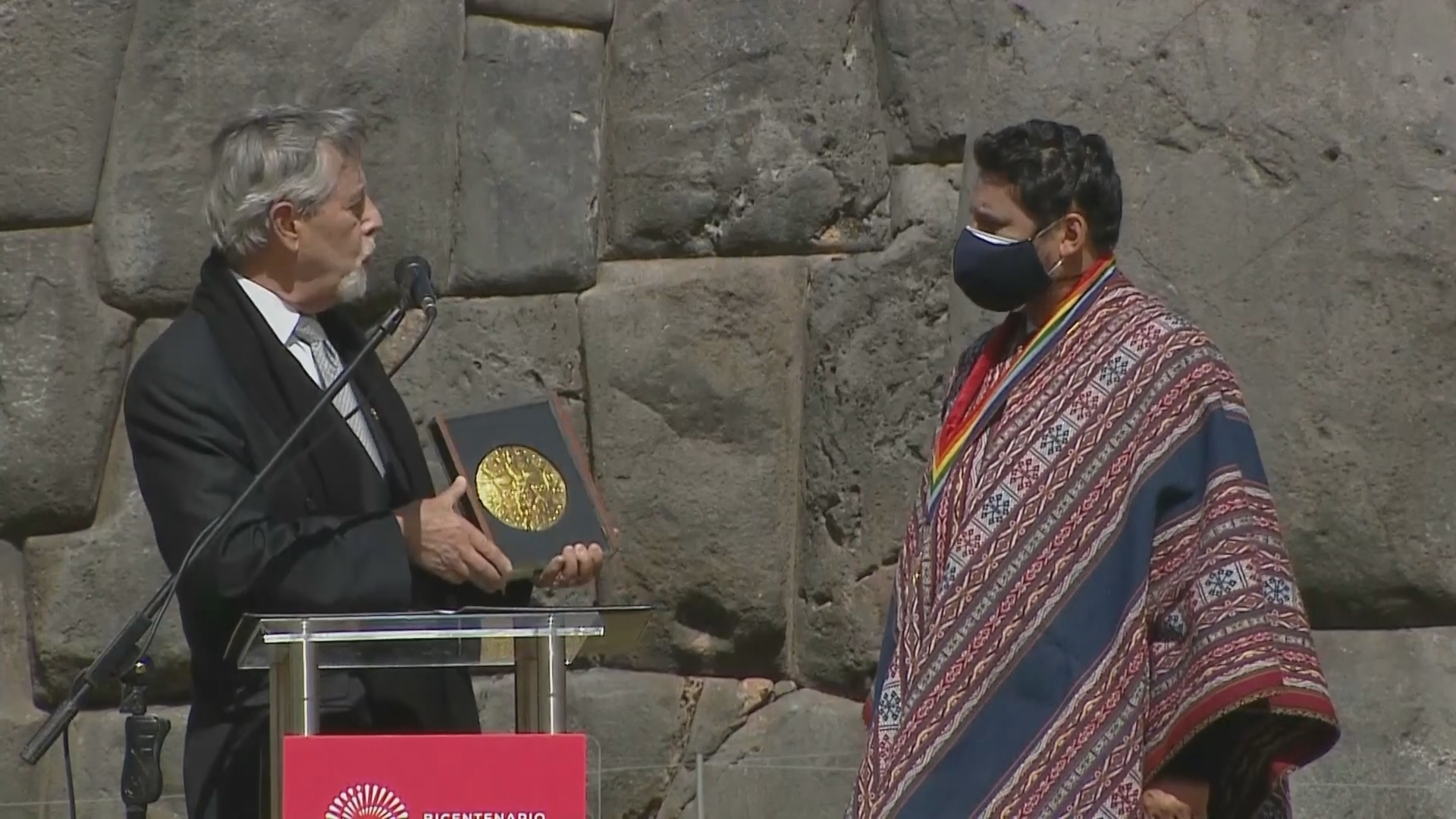
Entrega del Sol de Echenique por parte del presidente Francisco Sagasti al alcalde de Cuzco, Víctor Boluarte.

El 24 de junio de 2021, la Municipalidad Provincial del Cuzco, en coordinación con el Proyecto Especial Bicentenario y el Ministerio de Cultura; organizaron el "Inti Raymi del Bicentenario: La fiesta del Sol brillando para el mundo", ceremonia que fue encabezada por Francisco Sagasti, presidente de la República; Mirtha Vásquez, presidenta del Congreso de la República y Elvia Barrios, presidenta del Corte Suprema de la República, asimismo se contó con la presencia de los ministros de Estado, Laura Martínez, directora ejecutiva del Proyecto Especial Bicentenario; y las principales autoridades cusqueñas. A raíz de la emergencia sanitaria provocada por el COVID-19 en el Perú, el Inti Raymi del Bicentenario se desarrolló sin público asistente, sin embargo, participaron más de 400 actores y se desarrollaron en tres escenarios habituales: el Templo de Qorikancha, la plaza de Armas del Cuzco y  el Complejo Arqueológico de Sacsayhuamán, siendo este último el escenario principal. Fue transmitido por la Red TAL para América Latina y TV Perú para el territorio nacional. Asimismo, esta ceremonia presentó los saludos de los jefes de Estado de Colombia, Ecuador, Bolivia, Chile y Argentina, naciones que comparten raíces culturales con el Perú.
Por otro lado, el Jefe del Estado hizo entrega oficial del Sol de Echenique al alcalde provincial de la ciudad, Víctor Boluarte; reliquia que se calcula que estuvo 168 años fuera del país y gracias a las gestiones de los ministerios de Cultura y de Relaciones Exteriores y de la Municipalidad Provincial del Cuzco; así como al Museo Nacional de los Indios Americanos y la embajada peruana en Estados Unidos.

## Eventos académicos

### Cabildos 21: Festival Bicentenario de Innovación Social
El Festival Bicentenario de Innovación Social, un festival descentralizado dedicado al intercambio de experiencias e ideas con el objetivo de reforzar identidad, promover ciudadanía y reflexionar sobre la historia para afrontar los retos globales. El evento reúne a historiadores, científicos sociales, personalidades y líderes, así como agentes de cambio, locales y nacionales; jóvenes en edad universitaria, niños y adolescentes, para reflexionar sobre la historia camino al Bicentenario de la Independencia del Perú, así como el reconocimiento y repaso de la cultura milenaria del país.
El espacio que alberga estos Cabildos son universidades públicas en el país. Debido a la emergencia sanitaria provocada por el COVID-19 en el Perú, los Cabildos 21 presenciales fueron suspendidos, para ejecutarse en formato virtual de dos maneras: temáticos y universitarios, ambos con un formato ágil en el que los expositores presentan sus ideas y planteamientos a la solución de problemas.

### Feria Internacional del Libro
- Feria Internacional del Libro de Lima

En la 25° edición de la Feria Internacional del Libro de Lima, realizado del viernes 21 de agosto al 6 de septiembre del 2020 de manera virtual, el Proyecto Especial Bicentenario presentó publicaciones para la memoria histórica, un podcast en reflexión a la pandemia y una serie de conversatorios sobre los retos pendientes para la construcción de una verdadera república de ciudadanos.
Estas actividades formaron parte de la Franja Bicentenario, en la cual también se lanzó la Biblioteca Digital Bicentenario. Se trata de una plataforma desarrollada en alianza con la Biblioteca Nacional del Perú y el Archivo General de la Nación para universalizar la información relacionada al proceso de independencia que se conserva en archivos y bibliotecas.
- Feria Internacional del Libro de Arequipa

El Proyecto Especial Bicentenario estuvo presente durante el desarrollo de la Feria Internacional del Libro de Arequipa; del 24 de septiembre al 1 de octubre de 2020, de modalidad virtual. Como parte de sus actividades, la Franja Bicentenario presentó de igual manera a la Feria Internacional del Libro de Lima 2020, una serie de libros, podcasts y conversatorios para reflexionar sobre la conmemoración de los 200 años de la independencia peruana desde el contexto de la emergencia sanitaria producida por el COVID-19 y con una perspectiva regional desde el sur del Perú.
El objetivo de la Franja Bicentenario en la FIL Arequipa, además de descentralizar los contenidos de la Biblioteca Bicentenario para llegar a más ciudadanos en todo el país, fue ponerla a difusión al público para la descarga gratuita de dichas publicaciones  y sumar a un diálogo nacional naciente de la escucha y la lectura.
- Feria Internacional del Libro de Santiago 2018

Durante el desarrolló de la Feria Internacional del Libro en Santiago, el Proyecto Especial Bicentenario organizó un ciclo de conversatorios denominado "Conversatorios Binacionales", en la que peruanos y chilenos a través de la palabra, los libros, el arte y la cultura buscan reflexionar el proceso de independencia; con el fin de estrechar los lazos históricos entre Perú y Chile de cara al Bicentenario. La delegación peruana que participó de este evento estuvo integrada por Francesca Denegri (PhD en Estudios Hispánicos), José Ragas (doctor en Historia), Bruno Polack (Licenciado en Derecho y Magíster en Relaciones Sociales y Mediación Comunitaria) y el miembro del Consejo Consultivo e historiador, Daniel Parodi.

### Congreso Internacional 2019
El 25 y 26 de noviembre de 2019, el Proyecto Especial Bicentenario organizó el Congreso Internacional "Entre el Océano Pacífico y los Andes: la Expedición Libertadora en perspectiva histórica 1820-2020" en el salón de grados del Centro Cultural de la Universidad Nacional Mayor de San Marcos, junto al titular del Ministerio de Relaciones Exteriores del Perú, el entonces rector de la Universidad Nacional Mayor de San Marcos Orestes Cachay y autoridades diplomáticas de Argentina, Chile e Irlanda. El Congreso reunió a 26 especialistas, peruanos y extranjeros, con el fin de conmemorar los 200 años de la Expedición Libertadora del general José de San Martín y establecer lazos de cohesión, entre los peruanos, así como también fortalecer los lazos regionales entre Argentina, Chile y Perú. El congreso se realizó con el auspicio de la Embajada de Chile en Perú - Cancillería Chile, la Embajada de Irlanda, Santiago y Pluspetrol Perú; el evento estuvo dirigido a estudiantes, profesores y público en general.
Entre los temas que se tocaron durante el congreso fueron: el cruce de la Cordillera de los Andes, las jornadas político-militares de los expedicionarios en Chile, la preparación para la liberación del Perú en Valparaíso, el desembarco en Paracas, la penetración del territorio peruano a través de la llamada "guerra de zapa", entre otros. Las ponencias que fueron parte de este Congreso se recopilaron en una publicación, y fueron lanzadas en septiembre de 2020, fecha que se conmemoró el bicentenario del desembarco de San Martín en Pisco.

### Biblioteca Bicentenario
La Biblioteca Bicentenario es una plataforma digital lanzada por el Proyecto Especial Bicentenario, contiene libros, documentos históricos, y otros productos digitales como podcasts y audiolibros infantiles. Abarca temas históricos relacionados el proceso de independencia y algunos hitos republicanos, pero también presenta reflexiones sobre situaciones contemporáneas desde distintas disciplinas y en distintos registros. Entre los archivos históricos están la Colección Sesquicentenario de la Independencia del Perú, la Colección de Periódicos de la Independencia, las Cortes de Cádiz, etc.
| Colección                                     | Contenido |
| --------------------------------------------- | --- |
| Bicentenario                                  | Con el objetivo de publicar una colección emblemática de libros, el Proyecto Especial Bicentenario puso a disposición del público esta colección, que reúne lo mejor de las letras republicanas y las tradiciones orales de los pueblos originarios. La colección viene con el fin de reivindicar y estimular reflexiones rigurosas, productivas sobre la Independencia del Perú, la historia, la vida y la problemática republicana del país, visibilizando los aportes de distintas disciplinas y enfoques.                                                                                     |
| Multimedia                                    | La Colección Multimedia comprende, por el momento, dos podcast: Archivo Emergente y Boletín de la Biblioteca Bicentenario. El primero es un Podcast narrativo y de investigación del Proyecto Especial Bicentenario para pensar el pasado, el presente y el futuro del Perú, a la luz de la pandemia. El segundo es un Podcast conversacional del Proyecto Especial Bicentenario para dar a conocer los productos de la Biblioteca Bicentenario, a través de entrevistas a especialistas y/o personas involucradas en la producción; está dirigido a escolares, docentes y al público en general. |
| Sesquicentenario de la Independencia del Perú | Alberga documentos inéditos procedentes de diversos archivos nacionales y extranjeros en relación con el Sesquicentenario de la Independencia del Perú, cuenta con la colección completamente digitalizada de 86 volúmenes por la Biblioteca Nacional del Perú, con el apoyo del Proyecto Especial Bicentenario. |

### Cátedra Bicentenario
La Cátedra Bicentenario es un espacio de reflexión en el que reconocidos académicos y especialistas de diferentes universidades del Perú y del extranjero analizan una serie de hitos de la historia republicana del Perú a partir de la realidad actual. Debido a la emergencia sanitaria provocada por el COVID-19 en el Perú, las Cátedras Bicentenario son de manera virtual y consta de dos componentes: clases magistrales y mesas de debate. La Cátedra Bicentenario está dirigida a profesores escolares y universitarios, estudiantes de nivel escolar secundario y universitario, así como público en general. Cabe señalar que uno de los objetivos de este espacio de reflexión es poner al alcance de la ciudadanía peruana reflexiones sobre la historia republicana para contribuir en la educación histórica y los valores de una nueva peruanidad.

### Congreso Nacional de Historia Bicentenario
Como parte de las actividades académicas en relación con la conmemoración del Bicentenario, el Proyecto Especial Bicentenario organiza el Congreso de Historia Bicentenario que se lleva a cabo entre el 6 al 9 de julio de 2021, en modalidad virtual, llevando como lema "Repensar la República"; eso implica que el enfoque principal será el proceso histórico de construcción de la república. Dicho evento busca ofrecer una mirada interdisciplinaria desde las ciencias sociales sobre el proceso histórico de construcción de la república, con sus luces y sombras, así como plantear reflexiones que permitan imaginar alternativas de solución a la problemática nacional con base en los ejes temáticos del Bicentenario. Con ese fin, el Congreso buscó convocar a la comunidad académica, en particular a los historiadores, del Perú, así como a los peruanistas que radican en distintas partes del mundo.
Asimismo, el evento cuenta con un comité científico liderado por la historiadora Carmen Mc Evoy, quienes evaluaron las propuestas de ponencias estando relacionadas con los temas claves en torno a los cuales se estructurará el programa del congreso, el cual se desarrollará mediante conferencias magistrales, mesas de debate, presentaciones de libros, talleres y ceremonias de reconocimiento, entre otras.
| Mesas Centrales | Mesas Temáticas |
| --- | --- |
| - Mesa A: Repensar la república en una nueva era (inauguración) - Mesa B: Epidemias y salud pública en perspectiva histórica - Mesa C: Los desafíos de la democracia peruana: una mirada interdisciplinaria - Mesa D: Economía y desarrollo: una visión de largo plazo - Mesa E: Los rostros de la violencia - Mesa F: La independencia del Perú - Mesa G: Reconstrucciones nacionales: legados y aprendizajes (clausura) | - Bloque Independencia - Bloque República (Siglo XIX-XXI) - Bloque Nudos de la República - Bloque República Diversa |

### Experiencia Bicentenario en la Escuela
El 1 de julio de 2021, el Proyecto Especial Bicentenario lanzó la plataforma "Experiencia Bicentenario en la Escuela", es una propuesta educativa que acerca recursos históricos, culturales y ciudadanos desarrollados en el marco de la conmemoración del bicentenario a los escolares de todo el Perú con la finalidad de fomentar los valores y ejes del Bicentenario entre la comunidad educativa mediante el uso de recursos y contenidos que permitan contribuir a la creación y fortalecimiento de una nueva cultura ciudadana entre las nuevas generaciones peruanas. Esta propuesta pedagógica cuenta con el apoyo del Ministerio de Educación, a través de las unidades de gestión educativa local y la red de Colegios de Alto Rendimiento, asimismo con la colaboración de diversas asociaciones civiles educativas.
| Recursos | Recursos | Recursos | Recursos | Recursos |
| Experiencia I ¿Quien soy? ¿Quiénes somos? | Experiencia II Camino hacia la igualdad de oportunidades | Experiencia III Dialogando, construimos | Experiencia IV Peruanas que alzan su voz |          |
| --- | --- | --- | --- | -------- |
| Es el punto de partida del programa educativo EBE, esta primera propuesta está basada en la experiencia virtual El Desafío del Nosotros y aborda la exploración individual de la autoidentificación étnica y la reivindicación de la diversidad cultural del Perú a través de una valoración de la encrucijada de un "nosotros" diverso. Es una invitación a la comunidad educativa a emprender acciones para la construcción de una ciudadanía de la que todos y todas formemos parte. | La propuesta está basada en la exposición virtual AMA/zonas de mitos y visiones, gira en torno a revalorizar las vivencias y prácticas tradicionales presentes hoy en la ciudadanía peruana. Se toma como referencia la lucha, resiliencia y tradiciones enseñadas desde las manos de las mujeres shipibo-konibo durante el diseño de la práctica tradicional del Kené. Con el fin de revalorizar las enseñanzas originarias y fomentar convivencias ciudadanas respetuosas de la multiculturalidad del país. | Esta propuesta está basada en el libro "200 años después: l@s escolares preguntan, l@s historiadores responden", es un compilado de preguntas generadas por estudiantes de 90 escuelas del país y respondidas por historiadores e historiadoras, acerca de situaciones vinculadas con los 200 años de historia del Perú: la gesta de la independencia, sus protagonistas, testigos, la guerra y reflexiones sobre el Bicentenario. | Esta propuesta emplea como recurso central la exposición virtual 21 intelectuales peruanos del siglo XX y se focaliza en desarrollar una mirada integral hacia la lucha de los derechos de la ciudadanía y retoma los genuinos reclamos de personalidades de diversos ámbitos de la historia del Perú del siglo XX. |          |

## Feria Bicentenario: El País que Imaginamos
La Feria Bicentenario "El País que Imaginamos" es un centro de recursos para la ciudadanía organizado por el Proyecto Especial Bicentenario, que provee de recursos clave y experiencias de alto impacto para el fortalecimiento de la convivencia pacífica y una mirada común del rol ciudadano en la construcción del Perú que quiere ser. Este espacio está diseñado para establecer las bases para una nueva ciudadanía al 2021, promoviendo la convivencia, los valores, sentimiento de amor a la patria, respeto a ancestros y al medio ambiente en el Perú.
Las Ferias Bicentenario recorren las regiones del país con talleres, exposiciones, ruta formativa, oferta gastronómica, presentaciones culturales y musicales, entre otros que permiten desarrollar dinámicas de convivencia, valores, bienestar individual y colectivo. La Feria Bicentenario inicia en el 2019, durante los Juegos Panamericanos y Parapanamericanos Lima 2019, estando presente en Culturaymi, donde se agregó un espacio adicional donde los asistentes pudieron disfrutar de una visita guiada a la exposición "Cuchimilco y el Bicentenario", figura sobre la cual se inspira Milco, la mascota de Lima 2019. Debido a la emergencia sanitaria provocada por el COVID-19 en el Perú, las Ferias Bicentenario fueron suspendidas, siendo pospuestas para el 2021, donde se retomará dicho evento a fin de recorrer las regiones del país.

## Exposiciones Bicentenario
Las Exposiciones Bicentenario son un espacio que busca estimular reflexiones sobre la historia y la problemática republicana del país, desde una perspectiva plural, asimismo, propiciar la participación ciudadana de una manera inclusiva, didáctica e interactiva para la formación y construcción de valores y una nueva ciudadanía peruana que permita enfrentar los retos del tercer siglo de vida republicana. A raíz de la emergencia sanitaria provocada por el COVID-19 en el Perú, las exposiciones ha cobrado una notoriedad digital, en ellas se tocan temas vinculados a la memoria, la historia y el patrimonio, en hilo con la realidad actual y el proceso de independización del Perú.

## Concursos

### Concurso Internacional de Arquitectura y Paisajismo
En febrero de 2019, el Ministerio de Cultura, Municipalidad Metropolitana de Lima y el Grupo Centenario, anunciaron el lanzamiento de un concurso internacional de arquitectura y paisajismo para el diseño de un parque metropolitano en el perímetro del Santuario de Pachacámac, en el distrito de Lurín, Lima. El Santuario alberga algunas de las estructuras más importantes del patrimonio arqueológico nacional, recorriendo más de quince siglos de ocupación humana.
La convocatoria fue lanzada por 2021: Proyectos del Bicentenario, dirigida por el arquitecto Gary Leggett; como una iniciativa de concursos abiertos para el diseño de espacios públicos en el Perú. La convocatoria buscó crear un nuevo espacio público, dotado de programas culturales y servicios públicos, que ayude a proteger el Santuario y vincularlo más estrechamente a las poblaciones aledañas. Asimismo, está dirigida a crear un circuito que conecte los proyectos culturales más importantes de la zona: el Museo Nacional (diseñado por Leonmarcial), el Museo de Sitio del Santuario de Pachacamac (diseñado por Llosa–Cortegana arquitectos), y la iniciativa Urpi Wachaq para la recuperación de humedales. El interés de un parque de esta escala y naturaleza ayudaría, así, a consolidar al Santuario de Pachacamac como uno de los bien públicos patrimoniales más importantes del país y un referente clave para el diseño paisajístico en Lima.
El concurso fue anónimo en su primera fase. Los concursantes entregaron una propuesta que fue revisada por un jurado compuesto por 5 miembros del 28 de abril al 1 de mayo de 2019, en Lima. Tres finalistas fueron seleccionados, quienes expusieron sus propuestas el 4 de mayo frente al mismo jurado y un panel de asesores. La decisión final la tomará el jurado luego de evaluar los comentarios que dicho panel pueda tener respecto a la viabilidad o pertinencia de los diseños seleccionados.
En mayo de 2019, se anunció la propuesta "El Zócalo y el manto" de Tomas McKay, Pablo Alfaro y Kushal Lachhwani como la ganadora, el zócalo es un paseo urbano activo que limita el sitio de Pachacamac, lo protege de la expansión urbana, pero también lo conecta con el tejido urbano existente, activando espacios públicos aledaños. Este zócalo actúa como una "fábrica de agua", filtrando las aguas grises del vecindario y reutilizándolas para irrigar el parque. El Manto se basa en una cubierta viva, que cubre parte del sitio, protege los restos arqueológicos de las fuerzas de la naturaleza y proporciona servicios educativos, culturales y ecosistémicos a los vecindarios circundantes. El Manto actúa también como una "fábrica de niebla", moviendo agua reciclada a través del parque para crear un "tillandsial". Ecosistema típico del desierto costero peruano.
La construcción del parque está pensada como parte de los proyectos diseñados para la celebración del Bicentenario, los cuales ya cuentan con financiamiento del Ejecutivo.

### Murales de la Libertad: El País que Imaginamos
Durante el desarrollo de los Juegos Florales Escolares Nacionales de 2019, organizado por el Ministerio de Educación tuvieron una nueva sección, el concurso nacional "Murales de la Libertad: El País que Imaginamos" promovido por el Proyecto Especial Bicentenario. Este concurso permitió la participación de todos los escolares a nivel nacional de colegios públicos y privados, e incluyó el pintado del mejor mural por región, quienes fueron parte de un gran proyecto de muralización por el Bicentenario, el mismo que contribuyó a fomentar el arte como medio de transformación social y creación colectiva. Los jurados fueron, Elliot Túpac y Rember Yahuarcani.

En el evento de presentación del concurso, fue realizado en el colegio María Parado de Bellido en el distrito de Carabayllo, participaron la exministra de Educación, Flor Pablo; la entonces directora ejecutiva del Proyecto Especial Bicentenario, Gabriela Perona; y el alcalde de Carabayllo, Marcos Espinoza.
En el mes de noviembre de 2019, el jurado calificador del concurso evaluó el trabajo de más de 1,300 estudiantes de primero a quinto de secundaria en todo el Perú, cinco escolares de las regiones Ayacucho, San Martín y Lima fueron premiados en la etapa nacional del concurso. Se seleccionó a tres ganadores de 26 murales presentados a nivel nacional:
- Uno de ellos fue Joan Huicho Chalco, del Colegio Leonardo Da Vinci de Ayacucho, con su obra "El país que imagino", la cual expresa un lugar sin contaminación, sin corrupción, sin asesinatos y sin violencia.
- También fueron seleccionados los hermanos Elmer y Elí García Bueno, del Colegio Manuel Antonio Mesones de la región San Martín, con el mural "Mi querido Perú", obra que recoge la problemática de su región: contaminación, deforestación y minería ilegal.
- Por su parte, el mural "Un ambiente en cambio" de los escolares José Miguel Chirinos Pucllas y Angeli Salcedo Casimiro, del Colegio Nacional Mixto Huaycán – Ate, ganaron con una obra que invita a la reflexión sobre cómo los humanos vamos perdiendo el tiempo para salvar nuestro planeta de la contaminación y cómo depende de nosotros revertirlo.

Como parte del concurso, los ganadores pintaron un mural emblemático junto a la artista Estefanía Cox, en la zona de San Cristóbal, en el distrito de La Victoria. En una obra plasmada sobre el cemento sintetizaron sus conceptos y miradas sobre cómo debe ser los peruanos más cuidadosos con el medio ambiente.

### Cortometrajes del Bicentenario
En agosto de 2019, el Proyecto Especial Bicentenario en coordinación con la Dirección Descentralizada de Cultura del Cusco y el Ministerio de Cultura lanzó el Concurso Nacional "Cortometrajes del Bicentenario", con el objetivo de desarrollar una reflexión crítica e histórica sobre los 200 años de independencia del Perú y de encontrar los mejores proyectos de obras cinematográficas cortas que cuenten y narren de la mejor manera la identidad del país.
En el lanzamiento del concurso contó con la presencia de Pierre Emile Vandoorne, director de la Dirección del Audiovisual, la Fonografía y los Nuevos Medios; Gabriela Perona, entonces directora ejecutiva del Proyecto Especial Bicentenario; Ángela Acevedo, viceministra de Interculturalidad; Nora de Izcue, primera mujer cineasta del Perú; y Félix Lossio, director de la Dirección General de Industrias Culturales y Artes. El concurso buscó premiar a los 10 mejores proyectos de cortometrajes que muestren de la mejor manera la identidad del Perú en sus 200 años de independencia; el cierre de convocatoria fue hasta el 11 de octubre y la lista de ganadores se publicó el 25 de noviembre. Los ganadores recibieron S/ 70 mil soles para que puedan desarrollar sus propuestas, que serán proyectadas en el marco de las actividades del Proyecto Especial Bicentenario, en el año 2021.
El concurso convocó a a 120 participantes de 14 regiones del país; en diciembre de 2019, el Proyecto Especial Bicentenario premió a los 10 ganadores quienes recibieron un certificado que los acredita como ganadores y 70 mil soles para la realización de su cortometraje que se estrenarán en el 2021 durante el Cinesuyu, Festival de Cine de Cusco que organiza la Dirección Desconcentrada de Cultura de dicha región. La actividad está incluida en la Agenda de Conmemoración por las celebraciones del Bicentenario.
Los proyectos ganadores son diversos y provienen de las diferentes regiones del país, como Cusco, Puno, Huancavelica y Lima. Los temas que se presentaron van desde el rescate de un personaje importante en la Independencia del Perú ignorado por la historiografía debido a su condición de afrodescendiente; o el descubrimiento de una radionovela en quechua en una estación local en Puno, hasta el proceso de los ciudadanos Awajún en obtener su DNI. Los ganadores del concurso de cortometrajes son:
| - Pedro Palomino Chávez "El guardián y los últimos criollos" - Ximena Málaga Sabogal "Unay Rimaykuna (Voces del Pasado)" - Sergio Fernández Muñoz y Krystek Gáldos-Tanguis Mateo "Palabras urgentes" - Briner Dionicio Meza Gutiérrez "Resistencia" - Carmen Paola Molina Quintana "Des-tapadas" - Roberto Carlos Chevez Hernández "Bernardo De Monteagudo" - Ricardo Antonio Reátegui Marchesi "Un viaje a la identidad peruana a través de los pueblos indígenas" - Hilda Marina Herrera Badell "Heroínas" - Verónica Zela Valdez "Variaciones de una independencia" - Magaly Giovanna Torres Barrientos y Marco Luis Vera Gallegos "200 millas" |

Los acreedores del premio deberán desarrollar sus proyectos hasta antes del 14 de diciembre del 2020 considerando todas las etapas de realización de una obra cinematográfica (preproducción, producción y postproducción).

### Ciudades Creativas
Durante el 2019, el Proyecto Especial Bicentenario en coordinación con la ciudadanía, autoridades e instituciones locales, estuvieron elaborando el expediente de postulación que daría el reconocimiento a Arequipa y Ayacucho como Ciudades Creativas de la Unesco, lo que les permitirá insertarse en una plataforma internacional para recibir y promover intercambios con otras ciudades miembros de la Red de Ciudades Creativas.
El 27 de junio de 2019, en el marco de la feria "De nuestras manos" que se realizó en el Parque Kennedy de Miraflores, los alcaldes de ambas ciudades, Yuri Gutiérrez (Ayacucho) y Omar Candia Aguilar (Arequipa), hicieron la entrega de sus respectivos expedientes a la representante de UNESCO en el Perú, Magaly Robalino. En la ceremonia participaron, además, el viceministro de Turismo, José Ernesto Vidal, y la entonces directora ejecutiva del Proyecto Especial Bicentenario, Gabriela Perona.
El 30 de octubre de 2019, Arequipa logró ser designada en el rubro "Gastronomía" y Ayacucho en la categoría "Artesanía y arte popular", siendo reconocidas como Ciudades Creativas de la Unesco, convirtiéndose en las primeras ciudades del Perú en obtener dicho reconocimiento, en el marco de la conmemoración del Bicentenario. El anuncio oficial fue realizado en el Centro Cultural Inca Garcilaso de la Vega, del Ministerio de Relaciones Exteriores, estando presente el exministro de Cultura, Francesco Petrozzi; el exministro de Relaciones Exteriores, Gustavo Meza-Cuadra Velásquez; entre otras autoridades nacionales y locales, durante la conferencia de prensa de Ciudades Creativas se le otorgó la condecoración de la Orden al Mérito por Servicios Distinguidos, en el grado de Comendador, al señor Julio Gálvez Ramos, por conservar y difundir la talla en Piedra Huamanga, manifestación del arte popular peruano reconocido como Patrimonio Cultural de la Nación.

### Concursos Bicentenario
En julio de 2020, el Proyecto Especial Bicentenario presentó un espacio en el que se impulsa el talento y la creatividad de la ciudadanía peruana a través de una serie de convocatorias para la construcción de una identidad colectiva desde la coyuntura actual, en conmemoración de los 200 años de independencia.
| Concursos Bicentenario | Concursos Bicentenario                                           | Concursos Bicentenario | Concursos Bicentenario                                                                                 |
| Concurso               | Convocatoria                                                     | Contenido | Disciplinas                                                                                            |
| ---------------------- | ---------------------------------------------------------------- | --- | --- |
| Nuestros Relatos       | Primera Convocatoria (21 de julio al 12 de agosto de 2020)       | El Proyecto Especial Bicentenario presentó este espacio al cual convocó a fotógrafos, ilustradores y escritores, su objetivo es generar la creación que contribuya a la construcción de la memoria histórica peruana y un registro creativo del contexto actual. Este concurso presentó tres temáticas las cuales se relacionan en el contexto actual: trabajadores esenciales, memoria familiar y resiliencia. A través de "Nuestro Relatos", buscó que los participantes registren desde la fotografía, la ilustración o el relato escrito, el cómo peruanas y peruanos viven esta nueva normalidad producida el COVID-19, así como los desafíos que representa enfrentar esta pandemia. | - Fotografía - Ilustración - Cuento - Cuento en lenguas originarias                                    |
| Nuestros Relatos       | Segunda Convocatoria (4 de septiembre al 4 de noviembre de 2020) | A raíz de la pandemia generada por la COVID-19, esta iniciativa busca generar un registro histórico a través del arte sobre cómo las peruanas y peruanos estamos afrontando los desafíos del presente. Con el objetivo de construir una memoria juntos, esta segunda convocatoria está dirigida a gestores culturales y artistas que tengan experiencia e interés en trabajar proyectos comunitarios. De esta manera, los postulantes presentaron una propuesta que involucró a una comunidad en cualquiera de las disciplinas señaladas. Las propuestas que resultaron ganadoras serán implementadas en las comunidades en las cuales se originaron con el acompañamiento del Proyecto Especial Bicentenario y siguiendo todas las medidas de bioseguridad delimitadas por el gobierno. | - Mural - Talleres de arte - Video                                                                     |
| Arte al Bicentenario   | 12 de octubre al 18 de diciembre de 2020                         | Espacio en el que se impulsa el talento y la creatividad de la ciudadanía peruana a través de una serie concursos de artes visuales y escénicas. Tiene por objetivo promover la creación de propuestas artísticas, de exposiciones, proyectos de arte y educación que tengan como tema central la exploración y reflexión sobre el proceso de independencia del Perú desde la coyuntura actual. Cabe indicar que Arte al Bicentenario está dirigido a profesionales del arte y consta de cuatro categorías en la que los participantes podrán demostrar sus mejores propuestas. Este concurso fue cancelado debido al cambio de adscripción del Proyecto Especial Bicentenario del Presidencia del Consejo de Ministro al Ministerio de Cultura, hecho que impide continuar con los mecanismos de contratación establecidos para la implementación de los proyectos que hubiesen resultado ganadores del concurso. Se prevé una nueva propuesta a partir del primer trimestre de 2021. | - Acción en el espacio público - Espectáculos en espacios culturales - Exposiciones - Arte y Pedagogía |

### Haciendo Patria 2021
En junio de 2021, el Proyecto Especial Bicentenario anunció el lanzamiento del concurso "Reconocimiento a las iniciativas de voluntariado del Bicentenario: Haciendo Patria 2021", que tiene como objetivo visibilizar y reconocer el aporte de las organizaciones de voluntariado que impactan de manera positiva en sus comunidades y contribuyen a mejorar el país. En donde pudieron participar las organizaciones que cuenten con una acción de voluntariado en desarrollo. Las propuestas debieron estar alineadas a uno de los seis ejes del Bicentenario, en ese sentido, promover la integridad, la igualdad de oportunidades, el diálogo y la reconciliación, integración y competitividad, la sostenibilidad, la identidad y diversidad. Asimismo, aquellas iniciativas finalistas fueron presentadas y premiadas en el Festival Patria 2021, espacio donde se reconocera a las iniciativas de peruanos en el exterior, de pueblos originarios, de lucha contra la pandemia, las que fomentan la equidad de género, la participación juvenil y aquellas que obtengan el mayor voto del público a través de las redes sociales del Proyecto Especial Bicentenario. Los ganadores serán incluidos en el libro digital de iniciativas ciudadanas de voluntariado: Haciendo Patria 2021, que elaborará el Proyecto Especial Bicentenario por los 200 años de la independencia del país; y sus historias se darán a conocer en el programa de televisión Modo Bicentenario.

## Voluntarios del Bicentenario
Los Voluntarios del Bicentenario es un movimiento nacional ciudadano, forma parte del Programa de Valores que viene implementando el Proyecto Especial Bicentenario. Alineados a sus seis banderas Bicentenario, los voluntarios son agentes de transformación en sus propias comunidades y representantes del ciudadano peruano del 2021. Forma parte de la Agenda de Conmemoración por los 200 años de la República del Perú. Este programa tiene como principal objetivo formar ciudadanos voluntarios, preparados y capacitados para el desarrollo de acciones ciudadanas y la transformación de los principales retos del país. Su propósito central es la construcción de un nuevo tipo de ciudadanía de cara al 2021.
Este Cuerpo de Voluntarios, es el más grande del país, se potencia a través de la articulación con el ecosistema de voluntariado nacional conformado por las organizaciones de voluntariado corporativo, estudiantil, parroquial, entre otros. Por ello Proyecto Especial Bicentenario plantea para el 2021 una formación de 24 mil ciudadanos y, para el 2024, esta red contará con medio millón de personas sensibilizadas.

### Patria: Festival de Voluntarios del Bicentenario
Es el evento más importante del programa de Voluntarios del Bicentenario y refleja el espíritu de los voluntarios del Perú de cara a sus 200 años de independencia. Con ocasión del Día Internacional del Voluntariado se convoca a voluntarios y voluntarias representantes de diferentes organizaciones y redes de voluntariado de ámbito nacional e internacional, con el objetivo de compartir experiencias, reflexionar y reconocer las labores desplegadas por los voluntarios. Este festival contó con dos ediciones:
| Ediciones de Patria: Festival de Voluntarios del Bicentenario | Ediciones de Patria: Festival de Voluntarios del Bicentenario | Ediciones de Patria: Festival de Voluntarios del Bicentenario | Ediciones de Patria: Festival de Voluntarios del Bicentenario |
| Año                                                           | Fecha                                                         | Contenido |                                                               |
| ------------------------------------------------------------- | ------------------------------------------------------------- | --- | ------------------------------------------------------------- |
| 2019                                                          | 7 de diciembre                                                | En el marco de las celebraciones por el Día Internacional del Voluntariado, se llevó a cabo la primera edición de Patria: Festival de Voluntarios del Bicentenario en el Parque Ecológico Voces por el Clima. Este primer evento estuvo organizado por el Proyecto Especial Bicentenario, el Ministerio de la Mujer y Poblaciones Vulnerables, la Municipalidad Metropolitana de Lima, Voluntarios de las Naciones Unidas y la Red Soy Voluntario con el fin de potenciar el voluntariado en el país; asimismo reunir a más de 1000 agentes de cambio para conocer, celebrar y fortalecer el trabajo de los voluntarios del Perú. |                                                               |
| 2020                                                          | 5 de diciembre                                                | Debido a la emergencia sanitaria provocada por el COVID-19 en el Perú, esta segunda edición fue virtual en la que se presentó talleres, charlas y conversatorios para celebrar a los voluntarios, con ocasión del Día Internacional del Voluntariado; para ello se han convocado a voluntarios y voluntarias representantes de diferentes organizaciones y redes del Sistema Nacional del Voluntariado de todas las regiones del Perú, con el objetivo de compartir aprendizajes, reflexionar y reconocer las labores desplegadas por los voluntarios en la lucha contra la pandemia. |                                                               |
| 2021                                                          | 13 de julio                                                   | Esta tercera edición, por coincidir con los 200 años de la independencia del país, fue una edición especial, este encuentro de Voluntarios del Bicentenario se realizó de manera virtual por segundo año consecutivo debido a la pandemia y convocó a los más de 80 mil voluntarios peruanos que son parte de la Comunidad Virtual de Aprendizaje, quienes residen en el Perú y en el extranjero. El programa incluyó actividades de aprendizaje, espacios para reflexionar, historias inspiradoras, charlas a cargo de especialistas de diversas instituciones públicas y privadas, así como una noche cultural en la que se ofrecerá lo mejor de la riqueza cultural, artística e histórica de las regiones del país. Asimismo, el festival cerró con una ceremonia de premiación donde distinguidas autoridades brindarón algunas palabras de aliento y entregaron los reconocimientos al primer y segundo lugar de cada categoría del concurso "Reconocimiento a las iniciativas de voluntariado: Haciendo Patria 2021", concurso que convocó al reconocimiento de iniciativas a varios grupos de voluntarios en el país. |                                                               |

## Generación del Bicentenario

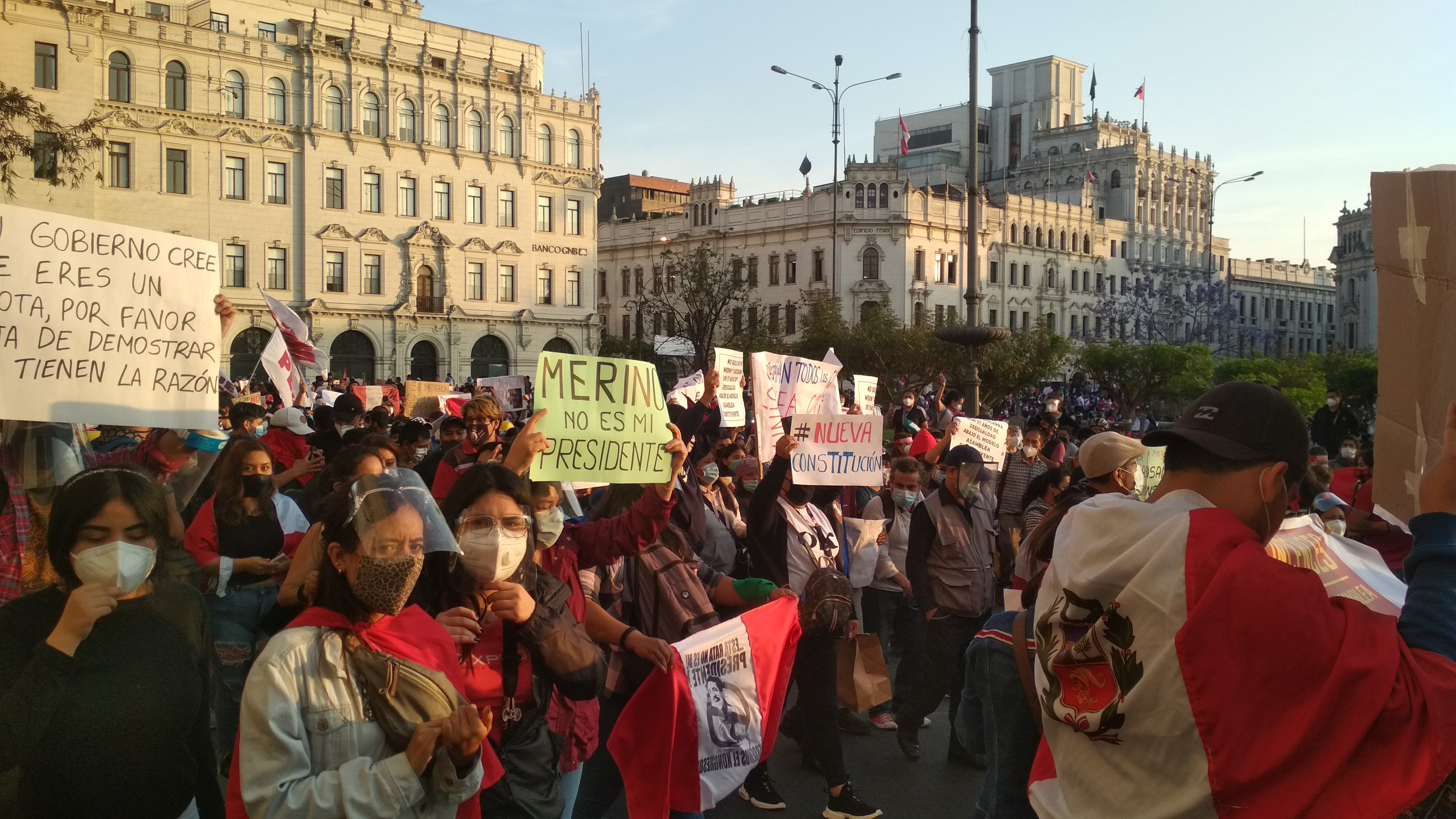
Jóvenes durante las protestas en la Plaza San Martín.

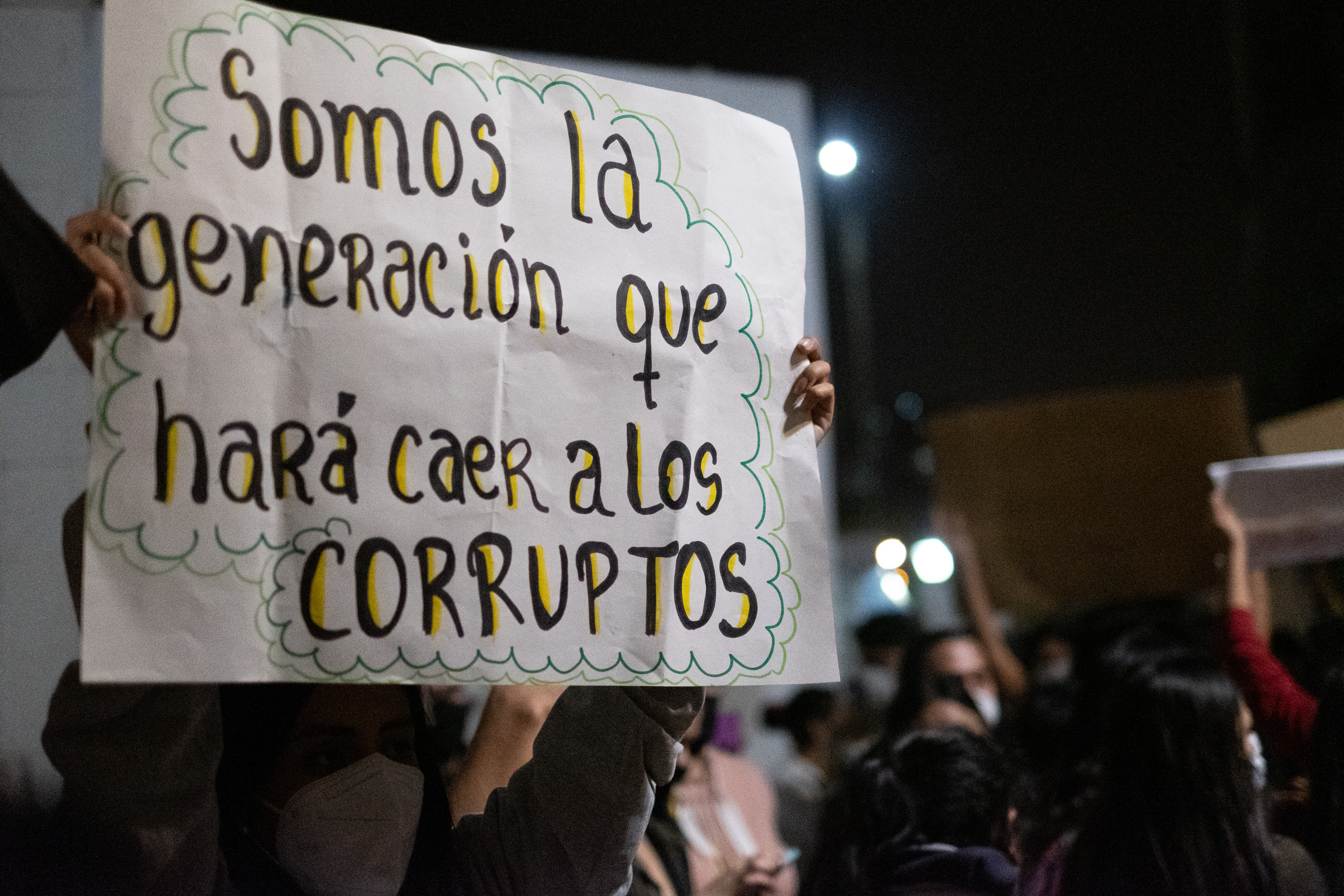
La denominada "Generación del Bicentenario" está principalmente impulsada por jóvenes que animan a otras generaciones a salir a protestar.

En el transcurso de las protestas contra el gobierno de gobierno de Manuel Merino, el Congreso de la República y el gabinete Flores-Aráoz, se observó una significativa movilización juvenil en plazas, parques y avenidas del país. Estudiantes, colectivos y miembros de la sociedad civil alzaron su voz con consignas como «Merino no me representa». A ellos se sumaron personas mayores de 30 años, tanto en las manifestaciones como en los cacerolazos simbólicos, incorporando padres, madres y abuelos en la causa.
Inicialmente, la manifestación fue impulsada principalmente por jóvenes, particularmente en Lima. A través de convocatorias en redes sociales, se concentraron en el Centro Histórico y otros puntos estratégicos. Desplegaron pancartas creativas inspiradas en referencias generaciones como memes y canciones, y crearon grupos de desactivación de bombas y brigadas de primeros auxilios. La socióloga Noelia Chávez de la Pontificia Universidad Católica del Perú acuñó el término «Generación del Bicentenario» para describir este nuevo grupo de manifestantes. Este término implica una redefinición del Bicentenario, pasando de ser un mero evento conmemorativo a un símbolo de activismo cívico y esperanza para el futuro de Perú.
La Generación del Bicentenario representa la ciudadanía movilizada que busca transformar el statu quo. Está compuesta por jóvenes, incluidos estudiantes universitarios y miembros de subculturas juveniles, así como por la sociedad civil. Aunque sus esfuerzos han recibido críticas con el tiempo, han ejercido una influencia notable en el panorama político del país.

### Beca «Generación del Bicentenario»
El 17 de noviembre de 2020, el presidente de la República, Francisco Sagasti, anunció que la Beca Presidente de la República se llamará Beca Generación del Bicentenario, en reconocimiento a los jóvenes que han contribuido a reformar la vida democrática del país. Durante su mensaje tras jurar en el cargo de Presidente de la República remarcó el sacrificio de los jóvenes que se manifestaron por la democracia como un hito en el país.

"Haremos un reconocimiento público a los jóvenes que nos han ayudado y recordado que es preciso reformar la vida democrática de nuestro país. Para eso anuncio que la Beca Presidente de la República cambiará de nombre por Beca Generación del Bicentenario [...]"
Francisco Sagasti, tras jurar como Presidente Transitorio de la República, en el Congreso.

El 26 de noviembre de 2020, mediante el Decreto Supremo 014-2020-MINEDU publicado en el diario oficial El Peruano, el presidente de la República Francisco Sagasti oficializó la denominación «Beca Generación del Bicentenario», beca del PRONABEC dirigida a profesionales de alto rendimiento que hayan alcanzado una vacante para estudios de posgrado en una de las 400 principales universidades del mundo.

### Exposición «Generación Bicentenario en marcha»
El 10 de diciembre de 2020 se inauguró la exposición «Generación bicentenario en marcha» en la explanada del Lugar de la Memoria, la Tolerancia y la Inclusión Social (LUM); espacio que reunió 269 fotografías testimoniales: 69 de ellas de fotógrafos profesionales independientes y de la Asociación de Fotoperiodistas del Perú, además de 200 imágenes de ciudadanos que participaron en las protestas de noviembre. La ceremonia fue presidida e inaugurada por el ministro de Cultura, Alejandro Neyra; en presencia de la viceministra de Patrimonio Cultural e Industrias Culturales, Leslie Urteaga; el embajador de España en el Perú, Alejandro Alvargonzález; el alcalde de Miraflores, Luis Molina; la socióloga de la PUCP Noelia Chávez, a quien se le atribuye el término «Generación del Bicentenario»; y el director del LUM, Manuel Burga.
El centro de la exposición es el monumento conmemorativo levantado espontáneamente en el parque 7 de junio de Miraflores en homenaje a Inti Sotelo y Jack Pintado, que el LUM acogió en un acto de protección, preservación y exhibición; también se puede apreciar una escultura realizada por artistas y jóvenes de Fisura Galería y una proyección visual con imágenes de las manifestaciones ciudadanas. La muestra está compuesta por 30 paneles dispuestos de manera circular ubicados en la explanada de 900 m² del LUM. La exposición "Generación bicentenario en marcha" estuvo abierta al público hasta el 10 de marzo de 2021.

## Conmemoración Regional del Bicentenario
El Bicentenario de la Independencia del Perú conmemora los 200 años de la proclamación de Independencia del Perú, teniendo como fecha central el 28 de julio de 2021, sin embargo la conmemoración del Bicentenario corresponde a todo un conjunto de estrategias, planes y actividades que alcanzan las celebraciones a diversas partes del país.

El Proyecto Especial Bicentenario ha identificado más de 90 efemérides a nivel nacional, que suponen eventos de alta importancia en relación con una serie de hechos históricos, personajes y circunstancias diversas que permitieron al Perú alcanzar su independencia. Dichas conmemoraciones son organizadas en conjunto con las Municipalidades locales y las Comisiones Bicentenario Regionales.
No obstante, considerando la crisis por la que atraviesa el país a raíz de la Pandemia de COVID-19, se han aplicado medidas sanitarias y de distanciamiento social con el fin de salvaguardar a la ciudadanía. En ese sentido, los programas conmemorativos regionales son actividades tanto presenciales, semi presenciales y remotas, que resguardan en todo momento la integridad de las personas, pero que a su vez permitan continuar con una programación de actividades que las involucre. Por ello, y como parte del bloque ciudadano de la programación, el Bicentenario ha propuesto fomentar la participación y compromiso ciudadano para incentivar la atención y participación a las actividades de la programación por un lado, y de otro, para llevar
un alto valor simbólico, para el fortalecimiento de la identidad nacional, la memoria histórica y los valores de una nueva ciudadanía de cara a su tercer siglo de vida republicana.

## Medios de comunicación

### Medios televisivos

#### Modo Bicentenario

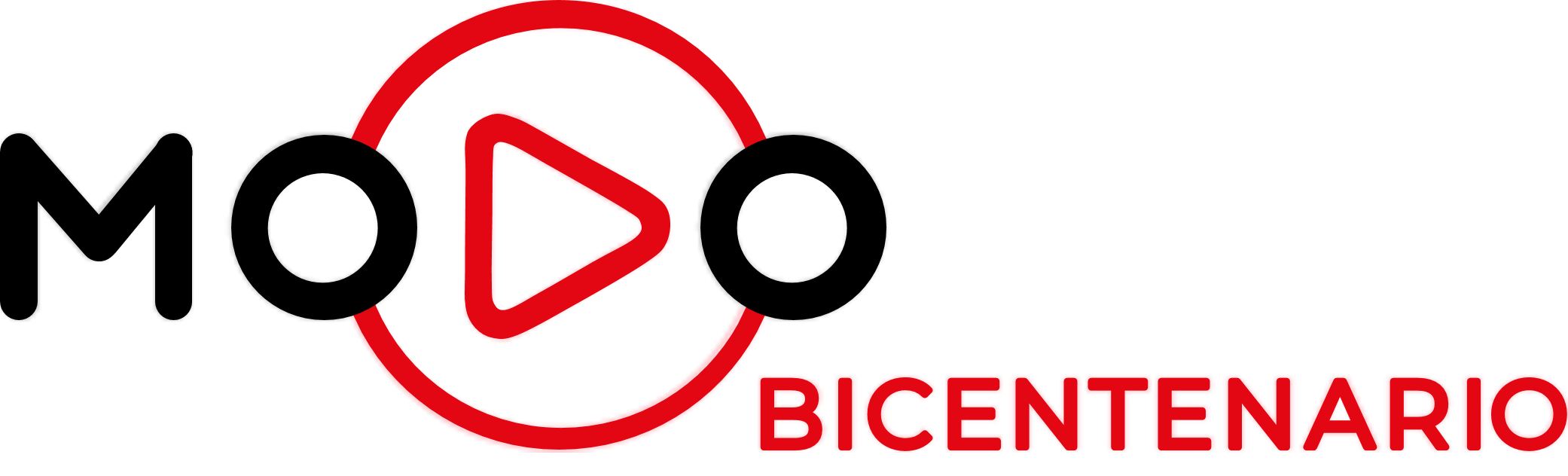
Este programa televisivo tiene alcance nacional, con el obejtivo de informar las actividades que vienen realizando el Proyecto Especial Bicentenario y otras instituciones.

Es un programa televisivo, emitido en TV Perú, en donde se presentan historias de éxito y la lucha de peruanos con iniciativas sociales, informes, incursiones periodísticas y reportajes de distintos eventos alcance masivo en relación con la conmemoración del Bicentenario y a sus 6 banderas. Asimismo detallar las actividades de la Agenda de conmemoración del Bicentenario, que viene realizando el Proyecto Especial Bicentenario,  en coordinación con otras entidades institucionales.
- Durante el 2019, tuvo 28 programas emitidos, 26 regiones alcanzadas, 100 notas periodísticas realizadas y un alcance de 40 000 televidentes por programa.[18]
- En el 2020, tuvo 39 programas emitidos, una nivel de alcance de 100% en el país y 160 000 personas alcanzadas por semana.[85]
- Durante el 2021, tuvo 47 programas emitidos y más de 110 110 notas periodísticas donde participaron más de 60 académicos de distintas disciplinas en todas las regiones del país.

#### El último bastión
Es una serie peruana de TV Perú estrenada el 10 de diciembre de 2018 y dirigida por Marco Moscoso que trata de los momentos previos a la Independencia del Perú. La serie está dividida en 35 episodios y dos temporadas.
El 6 de diciembre se hizo el preestreno de la serie en el Museo Nacional de Arqueología, Antropología e Historia del Perú, este evento contó con la presencia del elenco pleno de la serie, el presidente del Instituto Nacional de Radio y Televisión del Perú, Hugo Coya; la viceministra de Interculturalidad del Ministerio de Cultura, Elena Burga, miembros del Proyecto Especial Bicentenario, la directora del Museo de Arqueología, Antropología e Historia, Sonia Guillén, el alcalde de Pueblo Libre, Jhonel Leguía.
La serie cuenta con la participación de renombrados actores peruanos como Mayella Lloclla, Giovanni Arce, Sergio Galliani, Laly Goyzueta, Diego Lombardi, Ebelin Ortiz, Fernando Bakovic, Flor Castillo, Cindy Díaz, Trilce Cavero, etc; contando con más de 40 actores. Esta serie fue la primera en grabarse en formato cinematográfico 4K, además de destacar en un trabajo de producción por 2 años realizado por más de 300 personas, entre actores, técnicos y productores.
Semanas previas a la conmemoración del Bicentenario, la serie llegó a transmitirse en Netflix, una de las plataformas de streaming más usadas del mundo

#### Los otros libertadores
Es una  serie peruana que fue producida y emitida por Latina Televisión en 2021. Está basada en los hechos heroicos de peruanos durante la Independencia del Perú coumpuesta de 8 capítulos. Se convocó al escritor español Diego de León y a la productora ejecutiva Ivett Rivero para diseñar el proyecto. La dirección estará a cargo de Agustín Restrepo y la producción general a Andrés Santamaria como responsable de la historia. El elenco conocido es conformado por Alonzo Cano, Carlos Victoria, Cristhian Esquivel, Francesca Vargas, Hernán Romero, Joaquín de Orbegoso, José Luis Ruiz, Magaly Solier, Pold Gastello, Reynaldo Arenas y Virna Flores.

#### Bicentenario
Es un programa de televisión que fue emitido por América Televisión (declarado Canal del Bicentenario en 2016), el 30 de mayo de 2021 y conducido por Bárbara Galetti. En el programa, narran tres historias sobre connotados personajes peruanos, quienes a través de su trabajo y esfuerzo han hecho del Perú un país cultural a nivel mundial.

#### Congreso Bicentenario
En junio de 2021, se estrenará Congreso Bicentenario  una producción televisiva cultural, bajo la conducción del actor Pold Gastello, recorrerá los hechos históricos más importantes del inicio de la República, que están estrechamente vinculados a la conformación del primer Congreso del Perú. La producción constará de 6 capítulos y narrará de forma didáctica y entretenida los hechos históricos vinculados al Congreso de la República, con énfasis en los sucesos y personajes que lo integraron, así como el valor histórico de sus edificios y espacios monumentales. El programa tendrá el respaldo, en la investigación histórica, de la Comisión Especial Multipartidaria Conmemorativa del Bicentenario de la Independencia del Perú y la colaboración de destacados historiadores y expertos en temas parlamentarios y constitucionales.

#### Sabiduría Madre
Fue una miniseria documental que constó de tres capítulos, de veinte minutos cada uno, ambientados en el altiplano, la capital y la amazonía. Cuenta la historia de Lucy, Aurora y Magaly, mujeres que lideran cambios y manejan la dinámica de sus familias y comunidades siempre con creatividad y sacándole la vuelta a las situaciones adversas. Su estreno fue el 14 de agosto de 2021 por TV Perú, esta producción estuvo bajo la dirección de la periodista Sonaly Tuesta, que resaltan el saber ancestral y las capacidades de las mujeres en el año del Bicentenario, e impulsada por el Proyecto Especial Bicentenario como parte de la iniciativa "Mujer Bicentenario haciendo patria". El tercer y último episodio de la miniserie se estrenó el 28 de agosto de 2021.

### Prensa escrita
- Desde el 9 de abril hasta junio de 2021, a través del Diario Karibeña se lanzó el suplemente Bicentenario en casa con el fin de llevar cultura y entretenimiento a los peruanos, especialmente en el año del Bicentenario de la Independencia del Perú, todo esto en coordinación entre el Diario Karibeña y el Proyecto Especial Bicentenario quienes entregan todos los viernes este suplemento, con información sobre los 200 años de vida republicana, así como actividades didácticas que resolvibles en familia.[94]
- Desde el 17 de junio de 2021, el Diario Ojo en alianza con el Proyecto Especial Bicentenario, hace llegar a los lectores el especial Hitos de la Independencia, una serie de infografías donde se contará el proceso que se desarrolló para lograr la Independencia del Perú.[95]

## Campañas de comunicación social

### Mi nombre es Perú
En julio de 2020, el Proyecto Especial Bicentenario lanzó la campaña "Mi nombre es Perú", cuyo spot y gráficas principales han sido subtituladas y traducidas en cinco lenguas originarias: quechua, aimara, awajún, shipibo y ashaninka, en reconocimiento a la importancia de la identidad y la diversidad como Bandera del Bicentenario con el fin de lograr un país orgulloso y respetuoso de su variedad cultural. Esta campaña hizo énfasis en uno de los objetivos centrales del Proyecto Especial Bicentenario que es impulsar un movimiento nacional ciudadano orientado al bien común, con el fin de fortalecer valores y de inspirar a la construcción de una nueva sociedad peruana de cara a la conmemoración de los 200 años de vida republicana.
A esta campaña, cuyo eslogan es "Un solo Perú, 33 millones de maneras de escribirse", se han unido jóvenes líderes, artistas, emprendedores, voluntarios, peruanas y peruanos del Bicentenario de Lima y todas las regiones del país, para contribuir a fijar objetivos comunes y relevantes, así como ampliar el sentido de comunidad entre los jóvenes. Entre ellos se encuentran Alejandra Carrasco, CEO de Wawa Laptop; Vanessa Vásquez, directora ejecutiva y fundadora de la ONG Juguete Pendiente; Álex Yampis, representante de la etnia awajún; Ricardo Rodríguez, director ejecutivo y cofundador de Pixed y Renata Flores, cantante ayacuchana de trap en lengua quechua; etc.
La campaña invitó al público general a ingresar a la página web del Proyecto Especial Bicentenario, donde pudieron escribir mensajes y describir el Perú que están dispuestos a construir rumbo al Bicentenario, respondiendo a la pregunta ¿Qué Perú quieres ser?. Los mensajes, posteriormente, se incluirán en el Pacto Bicentenario, proceso de diálogo nacional que será entregado al Acuerdo Nacional y al presidente de la República en el 2021 a través de un manifiesto ciudadano, colectivo y con proyección al futuro; para abrir a un nuevo siglo de vida republicana, como una nación fortalecida y unida. Se estima que esta campaña tuvo un alcance de 11 millones de peruanos y 500 000 cuentas alcanzadas para su difusión.

### Unidos por el Bicentenario
El 16 de julio de 2021, el ministro de Cultura, Alejandro Neyra; y la directora ejecutiva del Proyecto Especial Bicentenario, Laura Martínez, bajo el lema "Unidos por el Bicentenario" presentaron una campaña que invoca a la unidad nacional e incluye un homenaje a la patria. La pieza principal de la campaña fue revelada en una conferencia de prensa, se trata de una canción que transmite un mensaje de esperanza y la necesidad de sumar esfuerzos para superar cualquier dificultad.

"Es un llamado para anteponer a nuestras diferencias esos valores que nos ayudaron a luchar juntos por la independencia hace 200 años y que hoy nos motivan día a día a trabajar por nuestras familias y construir ese país que queremos. El mensaje es hay que imaginar lo grande que sería el Perú si nos unimos"
Alejandro Neyra, ministro de Cultura; en la presentación de la campaña "Unidos por el Bicentenario".

El objetivo de esta campaña es estimular a la ciudadanía a comenzar el tercer siglo de vida independiente como una nación unida y generar un cambio de valores que permitan construir un país con igualdad de oportunidades, íntegro, amigable con el medio ambiente, competitivo, orgulloso de su identidad y diversidad, y que apela al diálogo para resolver sus problemas. Asimismo, participaron Vania Masías y Pepe Corzo, directores del equipo creativo responsable de preparar el evento conmemorativo del 27 de julio, a través de un especial de televisión denominado "Unidos por el Bicentenario", que enlazará a todas las regiones y será transmitido de manera simultánea en todo el país para conmemorar los doscientos años de la declaración de la independencia. En esta transmisión, se mostrará la cultura, el arte, la historia, los valores y recursos naturales de cada lugar, a través de la señal de TV Perú. Esta iniciativa irá acompañada de la difusión de videos en los que diversos activistas y representantes de la sociedad civil se comprometen a una realizar una acción positiva en favor del país por su bicentenario; así como ellos, todos los ciudadanos peruanos podrán participar y dejar plasmado su compromiso con el país, en una plataforma digital denominada "Unidos por el Bicentenario".

## Participación internacional
- En Argentina: Como homenaje a la conmemoración del Bicentenario del Perú, sitios emblemáticos de Argentina, el Obelisco de Buenos Aires, la Torre Monumental, el Puente de la Mujer y la Usina del Arte, se iluminaron con los colores de la bandera peruana.[100]
- En Australia: Como parte de las celebraciones por el Bicentenario de la Independencia del Perú en el exterior, el edificio National Carillon, ubicado en Canberra, capital de Australia, desde el 19 al 21 de julio de 2021 fue iluminada con los colores rojo y blanco, evento que fue organizada por la Embajada del Perú en Australia y la Cancillería Peruana.[101] Asimismo, el Puente Story en la ciudad de Brisbane, fue iluminado por los colores de la bandera peruana.
- En Brasil: El 27 de julio de 2021, el Consulado General del Perú en Río de Janeiro, con el apoyo del Santuario Cristo Redentor, organizó la iluminación del Cristo Redentor con los colores rojo y blanco; sumándose de esta manera, a las conmemoraciones por el Bicentenario de la Independencia del Perú en el mundo. Asimismo, una pareja de bailarines peruanos se sumó a esta conmemoración, al compás de una tradicional marinera.[102] Asimismo, la noche del 28 de julio, se hizo una proyección mapeada con motivos e imágenes alusivas a los 200 años de la independencia del Perú en los edificios del Senado Federal de Brasil, en la que se mostraron los atractivos culturales, históricos y turísticos del Perú, así como al bicentenario del Ministerio de Relaciones Exteriores.[103]
- En Canadá: Las Cataratas del Niágara y la Torre Nacional de Canadá se vistieron con los colores de la Bandera Nacional el 28 de julio, en conmemoración por los 200 años de la independencia del Perú, gracias a gestiones desarrolladas por el Consulado General del Perú en Toronto, en coordinación con la Cancillería y el Proyecto Especial Bicentenario.[104]
- En Chile: Emblemáticas comunas de la ciudad de Santiago de Chile rindieron homenaje al Perú por la conmemoración del Bicentenario, con la iluminación de los colores rojo y blanco, en el Edificio de Correos de Chile, el Palacio Falabella de Providencia, el Teatro Municipal de Las Condes y el Palacio Municipal de Peñaflor.[105]
- En Colombia: La noche del 28 de julio, la Torre Colpatria hizo la proyección de videos en homenaje al Bicentenario del Perú.[105] Por otro lado, desde el 18 de julio en la principal ciclovía de Bogotá, la Embajada del Perú en Colombia organizó la quinta edición de la "Semana del Perú: Edición Bicentenario,  una propuesta de integración vivencial que refleja las relaciones bilaterales entre ambos países; dentro de ello, se organizó el "Stand Bicentenario", espacio que tuvo como objetivo brindar información sobre el país, promocionar productos originarios del Perú y la conmemoración del bicentenario, entre otros.[106]
- En Ecuador: La noche del 28 y 29 de julio de 2021, la Virgen de El Panecillo, en la ciudad de Quito; se iluminó con los colores rojo y blanco en conmemoración del Bicentenario, evento organizado por la Embajada del Perú en Ecuador.
- En España: En la ciudad de Valencia, por motivos del Bicentenario de la Independencia del Perú, la Ciudad de las Artes y las Ciencias y el Palacio de Congresos se iluminaron con los colores rojo y blanco, evento organizado por el Consulado del Perú en Valencia.[107]
- En Estados Unidos: El Palacio Municipal de Denver, en la ciudad de Denver, Colorado; se iluminó con los colores rojo y blanco la noche del 28 de julio de 2021.
- En Indonesia: En conmemoración del Bicentenario de la Independencia del Perú, el Monumento Nacional de Indonesia, edificación emblemática del país, se iluminó con los colores de la bandera peruana el 28 de julio en horas de la noche. Previamente, en horas de la tarde, se llevaron a cabo sendos homenajes a los 200 años de la independencia peruana con la instalación de un arreglo floral en la primera planta del monumento indonesio.[108]
- En Israel: La noche del 28 de julio, en la ciudad de Beer Sheva se sumó a la celebración del Bicentenario, con la iluminación del Kenyon y la proyección de un mensaje de saludo.[109]
- En Japón: Desde el 21 de julio, como homenaje a los 200 años de la Independencia del Perú, el Consulado General del Perú en Nagoya, organizó el encendido de luces con los colores rojo y blanco en la Torre de Nagoya; asimismo, se proyectó el mensaje "Yo me llamo Perú, bienvenido Bicentenario", la cual puede ser visualizada por japoneses, y turistas, hasta el próximo 20 de agosto de 2021.[110] Por otro lado, en homenaje a los 200 años de la república peruana, las gigantes pantallas publicitarias de Shibuya Crossing, el cruce peatonal más transitado del mundo y uno de los símbolos icónicos de la ciudad de Tokio, proyectaron un video donde se apreciaba la cultura del país.[111] Y la Estatua de Hachikō fue acondicionada con símbolos nacionales, vestida por un traje propio del Perú.[112]
- En México: La noche del 28 de julio, el Acueducto de Chapultepec, Fuente de Petróleos, Monumento a la Revolución y la Plaza de la Constitución se iluminaron con los colores rojo y blanco en conmemoración del Bicentenario del Perú.[113]
- En Nueva Zelanda: Espacios emblemáticos en Wellington, como el Michael Fowler Centre y el Carter Fountain se iluminaron con los colores de la bandera peruana.[114]
- En Panamá: La noche del 28 de julio, la Torre Capital Bank, ubicada en la zona financiera y comercial más importante de la Ciudad de Panamá se iluminó con los colores rojo y blanco.[115] Del mismo modo, la Torre de la Catedral de Panamá Viejo y el Palacio Bolívar se iluminaron, en conmemoración al Bicentenario del Perú.[116]
- En República Dominicana: La Plaza Pabellón de las Naciones de la ciudad de Santo Domingo, capital de República Dominicana, se iluminó con los colores rojo y blanco, como homenaje del Ayuntamiento del Distrito Nacional con ocasión del Bicentenario de la Independencia del Perú. El encendido de luces se realizó en un acto presidido por el embajador peruano Augusto Freyre Layzequilla, quien estuvo acompañado por el personal diplomático y administrativo de la misión a su cargo. Así como, altas autoridades de la Cancillería local, del ayuntamiento y miembros de la comunidad peruana residente en Santo Domingo. La Plaza Pabellón de las Naciones estará iluminada con los colores de la bandera peruana desde la noche del 28 de julio hasta el domingo 1 de agosto de 2021. Allí se lucen las banderas del Perú y la República Dominicana, como símbolo de hermandad entre ambos países.[117]
- En Uruguay: Sitios emblemáticos del país: El Cartel de Montevideo, el Palacio Salvo, el Hotel Radisson, el Portal de la Ciudadela, el Teatro Solís y el Puente de las Américas, se iluminaron con los colores de la bandera peruana en homenaje a la conmemoración del Bicentenario del Perú.
- En Tailandia: El 27 de julio de 2021, la Torre Pearl, en Bangkok se iluminó con los colores rojo y blanco; asimismo, se hizo la proyección de videos y el logotipo del Bicentenario.[118]

## Parques Culturales Bicentenario
Son espacios públicos ubicados en lugares clave de la ciudad con servicios que fomentan el diálogo, la cultura y creatividad en las personas. Contarán con infraestructura especializada para el desarrollo de exposiciones y actividades culturales, así como con áreas naturales abiertas en las que se educa en
temas medioambientales y de sostenibilidad. Sus espacios son convocantes y de carácter público, teniendo como lugar medular el Centro de Recursos para la Ciudadanía (CREC) con un modelo de gestión y oferta de actividades que suma a la construcción de espacios de encuentro y a una ciudadanía peruana responsable, preparada para resolver los retos locales. Se ofrecen dos modelos de intervención a nivel de “creación” o de “recuperación de un espacio urbano” en las ciudades.
Para ello se propone articular una Red Nacional de Parques Culturales Bicentenario, que comparta contenidos, recursos y buenas prácticas de gestión de forma abierta y descentralizada, convirtiéndose en una propuesta replicable por gobiernos regionales y locales, que harán crecer esta red en todo el país.

Todos los Parques Bicentenario contarán con los mismos componentes, pero su diseño será único, de acuerdo al carácter particular que identifica a la ciudad. Un aspecto fundamental es la diversidad de condiciones bioclimáticas del Perú, por la cual cada proyecto tendrá un diseño específico que garantice condiciones ambientales óptimas para el desarrollo pleno de sus actividades. Todo Parque Bicentenario tendrá cinco componentes esenciales:
| Componentes del Parque Cultural Bicentenario | Componentes del Parque Cultural Bicentenario | Componentes del Parque Cultural Bicentenario | Componentes del Parque Cultural Bicentenario | Componentes del Parque Cultural Bicentenario |
| Área ecológica | Explanada cultural | Centro de Recursos para la Ciudadanía (CREC) | Biblioteca | Centro Cultural |
| --- | --- | --- | --- | --- |
| Espacio abierto e inclusivo con el fin de promover el bienestar y la salud a través de la conexión con la naturaleza. Está enfocado en la educación ambiental, la preservación de la biodiversidad local y la integración social con especial atención en la primera infancia y las personas con discapacidad. | Es un espacio libre y democrático que sirve como plataforma para el desarrollo de actividades sociales y culturales como ferias, conciertos y ensayos, convirtiéndose así en un espacio de interacción, intercambio y celebración. Cuenta con una plaza y un anfiteatro. | Es un espacio convocante e interactivo que promueve la participación ciudadana en la construcción colectiva de nuevas narrativas de nuestras ciudades, regiones y nación en base al diálogo y la tolerancia. Cuenta con salas expositivas y un laboratorio creativo. | Es un espacio confortable que estimula la generación e intercambio de conocimientos donde convive la lectura individual y las actividades colaborativas. Cuenta con estantería abierta y una mediateca con recursos orientados para niños, adultos y personas con discapacidad. | Espacio dinámico que impulsa el desarrollo creativo y la identidad de la comunidad por medio de espacios flexibles para toda clase de actividades culturales. Cuenta con un auditorio, sala de usos múltiples y talleres. |

## Otras iniciativas
- El 4 de marzo de 2019, el Ministerio de Cultura y SERPOST anunciaron la próxima emisión de una colección especial de sellos y matasellos postales en homenaje a los personajes e hitos emblemáticos más destacados de la historia del país. La colección comprende de 12 sellos postales en conmemoración a próceres y mártires de la gesta por la independencia, entre los que destacan Juan Santos Atahualpa, José Gabriel Condorcanqui, Micaela Bastidas, María Parado de Bellido, Mariano Melgar, José Olaya, etc; serán emitida hasta el año 2021. Así mismo, se emitirán 24 matasellos que representan momentos claves vinculados al Bicentenario de la independencia del Perú por cada región del país. La lista comprende acontecimientos como la Batalla de Ayacucho; la Batalla de Junín; el Combate de Bellavista; el desembarco de San Martín en Paracas; y la toma de Arequipa, entre otros. Este anuncio fue realizado en la Casa de Correos y Telégrafos, durante la ceremonia de presentación de dos nuevos sellos postales en homenaje a los Hermanos Angulo y Manco Inca, cabe señalar, que estos dos sellos ya vienen siendo colocados en la correspondencia que es distribuida por SERPOST a nivel nacional e internacional.[122]

- Durante el desarrollo de CADE Ejecutivos 2019 los días 27, 28 y 29 de noviembre en la explanada frente al Hotel DoubleTree by Hilton, Paracas; el Proyecto Especial Bicentenario puso a disposición de los asistentes una activación con realidad virtual donde los participantes a este evento pudieron pintar un mural del "Perú que imaginamos". Para llevar a cabo esta actividad se contó con dos pantallas de televisión y visores 3D que se ubicaron en un stand de 16m2 para motivar a empresarios, expositores, panelistas, conductores y público asistente a que dibujen el país que desean ser en 3D, en el stand se reprodujo un video con personalidades que pasaron esta experiencia. Además, se expuso la Agenda Bicentenario de manera interactiva en un tótem con pantalla táctil, en donde se pudo ver de manera detallada todas las actividades conmemorativas que se vienen realizando para la gran conmemoración nacional en el 2021.[123]
- A inicios de febrero de 2020, la Universidad Nacional de Música convocó al Concurso de composición de letra y música del Himno del Bicentenario de la Independencia del Perú, con el patrocinio de Petroperú y el auspicio del Proyecto Especial Bicentenario, el Patronato Peruano de la Música y Radio Filarmonía. El concurso estuvo dividido en dos etapas, la primera está dedicada a la creación de la letra del himno y, la segunda, para la creación de la música a partir de la letra que se determine como ganadora.[124] El 21 de julio se anunció la letra ganadora del concurso, resultando María Victoria Vásquez Córdova, como la autora ganadora[125] y el 20 de octubre, María Elena Rossana Díaz Torres fue anunciada como la compositora ganadora en la segunda etapa del concurso, correspondiente a la composición de la música del himno.[126] Finalmente el 22 de diciembre de 2020 se realizó una ceremonia virtual para premiar a las ganadoras del concurso de composición del Himno del Bicentenario, evento que participó autoridades de la Universidad Nacional de Música, jurado del concurso y representantes de las instituciones patrocinadoras; finalizando la premiación, el video oficial del himno del Bicentenario de la Independencia del Perú se estrenó en la página oficial de la Universidad Nacional de Música, estando a cargo de Josefina Brivio (canto) y Arbe de Lelis Gil (piano).[127]
- El 9 de octubre de 2020, el Banco Central de Reserva del Perú puso en circulación la primera moneda de S/1 de su nueva serie numismática "Constructores de la República - Bicentenario 1821-2021"; colección que consta de 9 monedas, en el marco de la conmemoración del Bicentenario de la Independencia del Perú. Con el fin de recordar y rendir homenaje a los personajes que, entre los siglos XVIII y XIX, lucharon con sus ideas o las armas, por alcanzar la independencia nacional.[128]
- El 7 de enero de 2021, el Poder Ejecutivo mediante el Decreto Supremo 001-2021-PCM declaró el 2021 como el "Año del Bicentenario del Perú: 200 años de independencia" por estar próxima la conmemoración de los 200 años de la independencia del Perú. De acuerdo con el Decreto Supremo publicado en el boletín de las normas legales del Diario Oficial El Peruano, el nombre del año 2021 deberá ser utilizada en los documentos oficiales, en las lenguas indígenas u originarias, en los distritos, provincias o regiones en donde predominen conforme a lo señalado en el mapa etnolingüístico del Perú.[129]

- El 8 de marzo de 2021, con ocasión del Día Internacional de la Mujer, y como parte de los homenajes del Proyecto Especial Bicentenario se develó tres bustos en bronce de María Parado de Bellido, Micaela Bastidas y Clorinda Matto de Turner en el hall principal de Palacio de Gobierno. En el evento estuvo presente el presidente de la República, Francisco Sagasti; la presidenta del Consejo de Ministros, Violeta Bermúdez; la directora ejecutiva del Proyecto Especial Bicentenario, Laura Martínez y las ministras que son parte del Gabinete. Siendo esta la primera vez que esculturas de mujeres peruanas se exhiben junto a las de varones en dicho ambiente de la residencia presidencial, con el fin de reivindicar, visibilizar y difundir el aporte de las mujeres a la historia peruana, en especial durante la gesta emancipadora y la construcción de la sociedad peruana. La develación estuvo a cargo de mujeres que representan los valores del Bicentenario como Greta Ruiz Laos, quien obtuvo la distinción de la primera Cadete Comandante de la Marina en la historia del Perú; Marcevit Gamarra, una niña de 13 años que lidera una olla común en Villa María del Triunfo; Lourdes Huanca Atencio, cuya labor está enfocada a la defensa de los derechos humanos de las mujeres de pueblos indígenas; Sofía Arizaga Muñoz, capacitadora en temas de identidad afrodescendiente; y Virginia Vargas Valente, socióloga, activista femenina y fundadora del Centro Flora Tristán.[130]
- El 16 de abril de 2021, el Buque Escuela BAP Unión desplegó la Vela Bicentenario entregada por el Ministerio de Cultura y el Proyecto Especial Bicentenario, la misma que se lucirá en los puertos nacionales e internacionales a los que arribe la Embajada Itinerante. La Vela Bicentenario representa el anhelo de cada uno de los peruanos y las peruanas que afrontan uno de los momentos más difíciles del país, en estos últimos años, pero con entereza siguen adelante para construir el país que el Perú quiere ser; cabe señalar, que la Vela Bicentenario lucirá durante la participación del Buque Escuela BAP Unión en el encuentro de grandes veleros denominado "Velas Latinoamérica 2022", en la cual representará los valores y símbolos de la patria y de la Armada, transportando a los distintos puertos a nivel nacional e internacional, la cultura y tradición que reflejan aspectos de la identidad nacional.[131]

- El 13 de mayo de 2021, se hizo el lanzamiento del proyecto de la Semilla del Tiempo del Bicentenario en el Museo Nacional de Arqueología, Antropología e Historia del Perú, es una cápsula del tiempo, un recipiente hermético construido a fin de guardar mensajes y objetos del presente para ser encontrados por generaciones futuras, tiene como finalidad establecer un puente de integración, alineado con un futuro común entre peruanos, a través de un diálogo del presente y el futuro del país, entre el Bicentenario y el Tricentenario, y en torno a la capacidad de fortaleza y resistencia de los peruanos que afrontan la Pandemia de COVID-19. La Semilla del Tiempo del Bicentenario será instalado en el Patio del Bicentenario del Museo Nacional de Arqueología, Antropología e Historia del Perú, donde permanecerá 100 años, hasta el 2121, año del Tricentenario.[132]
- El 23 de mayo de 2021, los mejores fondistas nacionales participaron en el circuito de playas de la Costa Verde, en la primera edición del Campeonato Nacional de Maratón "El Bicentenario del Perú", que repartió cupos a los Juegos Olímpicos de Tokio 2020. El certamen contó con el apoyo del Instituto Peruano del Deporte, el Proyecto Legado Lima 2019, la Municipalidad Metropolitana de Lima, Municipalidad de San Miguel, la Municipalidad de Magdalena del Mar y la Policía Nacional del Perú. Siendo Jovana de la Cruz y Ulises Martin Ambrocio, los maratonistas que consiguieron clasificar a los Juegos Olímpicos de Tokio 2020.[133]
- El 4 de junio de 2021, la presidenta del Consejo de Ministros, Violeta Bermúdez; la ministra de la Mujer, Silvia Loli; el ministro de Cultura, Alejandro Neyra, la directora ejecutiva del Proyecto Especial Bicentenario, Laura Martínez; y las autoridades de la Municipalidad de Pueblo Libre rindieron homenaje a las heroínas peruanas con la entrega del "Boulevard de Las Patricias", develando la estatua de Micaela Bastidas, Marcela Castro, Tomasa Tito Condemayta, Manuela Sáenz, Antonia Moreno de Cáceres y María Parado de Bellido, etc.[134]
- En junio de 2021, con una serie de actividades culturales, la Municipalidad de San Isidro presentó "Serenata al Bicentenario del Perú" con funciones de microteatro y estampas de las regiones acompañadas de música en vivo, este evento se llevará a cabo los días viernes, sábado y domingo de manera itinerante en distintos parques de los cinco sectores de San Isidro, el ingreso será libre con un aforo limitado, cumpliendo con los protocolos de bioseguridad, raíz de la emergencia sanitaria provocada por el COVID-19 en el Perú. Este evento presentará una puesta en escena de la Proclamación de la Independencia del Perú con 15 minutos de duración que permitirá recordar al público asistente, como se vivió el 28 de julio de 1821 en la plaza de Armas de Lima. Seguido a este acto, 36 artistas, divididos en seis músicos y 30 bailarines de la agrupación Linaje Peruano, se encargarán de presentar danzas como el Carnaval de Tinta y Valicha, el Carnaval de Arequipa, coreografías de huaylas, zapateo afroperuano, tondero, entre otras.[135]
- En julio de 2021, una expedición conformada por más de 20 montañistas, pertenecientes al proyecto "Bandera del Bicentenario" lograron colocar una gigantesca bandera peruana en la cumbre nevado Huascarán como parte de las actividades por el Bicentenario de la Independencia de Perú.[136]
- Entre junio y julio de 2021, la Municipalidad de Lima invitó a la población a firmar de manera física y virtual el Libro Conmemorativo del Bicentenario de la Independencia, como parte de las celebraciones por el Bicentenario del Perú y en homenaje al Acta de Independencia del Perú. Esta iniciativa esta acompañada de la difusión de videos en donde se invita al acto conmemorativo de la firma del Acta de la Independencia del Perú en quechua y shipibo-konibo. Del mismo modo, gracias a gestiones entre la Municipalidad de Lima y la Municipalidad Distrital de Pocollay, la ciudad de Tacna es la única ciudad (fuera de Lima) en la que los pobladores pueden firma el libro de manera presencial en el distintos puntos de la ciudad.[137]
- El 12 de julio de 2021, por motivos del Bicentenario del Perú, el Ministerio de Transportes y Comunicaciones y la Línea 1 del Metro de Lima lanzaron las tarjetas de recarga con escenas históricas de la independencia del país. Desde la Estación La Cultura de la Línea 1 del Metro de Lima, el titular del MTC, Eduardo González Chávez, presentó las tarjetas coleccionables y obsequió algunas de ellas a tres pasajeros frecuentes. Entre las escenas históricas elegidas están la "Proclamación de la independencia", la "Jura de la bandera del Batallón Numancia en Huaura" y el "Primer Congreso Constituyente".[138]
- El 22 de julio de 2021, el Banco Central de Reserva del Perú puso en circulación nuevos billetes de S/ 10 y S/ 100 soles, en donde se enmarca a Chabuca Granda y Pedro Paulet, esto significa el inicio de la circulación de nueva familia de billetes, con nuevos personajes, diseños y elementos de seguridad en el marco del Bicentenario del Perú, en la búsqueda de rendir homenaje a importantes personajes de las humanidades y las ciencias del siglo XX. Para 2024 se incluyen los nuevos billetes de 20, 50 y 200 soles con los rostros de José María Arguedas, María Rostworowski y la pintora nikkei Tilsa Tsuchiya respectivamente.[139]
- El 25 y el 26 de noviembre de 2021, se celebró la Cumbre Municipal del Bicentenario 2021: VII Congreso Nacional e Internacional Extraordinario. Ésta contó con la participación de más de 1000 alcaldes peruanos y fue realizada en el distrito de Ate. Hubo ponencias impartidas por ministros de Estado y representantes de los gobiernos locales peruanos.[140][141][142]  Los ejes que abordó la Cumbre fueron: reactivación económica desde lo local, programas sociales para superar la pobreza, salud integral con participación ciudadana, vivienda y saneamiento como pilar de desarrollo, seguridad ciudadana y participación de los Gobiernos Locales, y reformas constitucionales en el capítulo de la Descentralización. [143]El evento contó con la participación del presidente Pedro Castillo, quien hizo declaraciones acerca de la existencia de grupos de poder que no aceptaban el resultado electoral, lo que generó repercusión en artículos periodísticos.[144][145][146]La Cumbre fue organizada por la Federación de Municipios Libres del Perú (FEMULP), la Comunidad Sudamericana de Asociaciones de Municipios Locales (COSUDEM) y la Federación Latinoamericana de Ciudades, Municipios y Asociaciones de Gobiernos Locales (FLACMA).[140][142]
- El 10 de diciembre de 2021, el Perú se convirtió en el primer país del continente americano en presentar un pesebre navideño en la plaza de San Pedro, la exhibición, por primera vez, de un pesebre peruano en la Santa Sede coincide con el año del Bicentenario; el  pesebre peruano de Chopcca estuvo compuesto por más de 30 piezas de arte popular e imaginería, elaboradas de manera minuciosa por cinco reconocidos artesanos huancavelicanos.[147] Por otro lado, se llevó a cabo el "Concierto navideño del Bicentenario"' en la iglesia de Santo Domingo, organizado por el Proyecto Especial Bicentenario y la Comisión Bicentenario Regional del Huancavelica por los 200 años de la independencia, en donde se presentaron el Coro Internacional de Niños Acólitos de Huancavelica y el Coro Nuestra Señora de Cocharcas, de Pucará; la Asociación Cultural de Huancavelica Arpeggios y el Coro Nacional de Niños del Perú del Ministerio de Cultura.[148]

## Controversias

### Debate acerca de la fecha del Bicentenario
Si bien el Perú tiene previsto celebrar su bicentenario en 2021, debido a que su historiografía y la costumbre generalizada de su sociedad han asumido como su momento fundacional el de su proclamación de independencia, ocurrida en la Plaza Mayor de Lima el 28 de julio de 1821, ello no ha sido óbice para que algunos historiadores e intelectuales, reparen en el hecho de que la mayoría del resto de países latinoamericanos asumen por el contrario como fechas conmemorativas las de su primer grito de libertad, el cual normalmente no coincide con la fecha de la declaración de independencia. Así por ejemplo, en el año 2010 se celebró el Bicentenario de la Independencia de México (16 de septiembre), Argentina (25 de mayo), Chile (18 de septiembre), Colombia (20 de julio) y Venezuela (19 de abril). Dichas fechas no coinciden (como en el caso peruano) con las de sus respectivas declaraciones o proclamas independentistas, ni siquiera con el mismo proceso, sino más bien con lo que se considera como el inicio de los procesos independentistas tras la instalación de las Cortes de Cádiz, durante la ocupación francesa de España.
El historiador peruano Antonio Zapata Velasco al pronunciarse al respecto empieza desmitificando dos acontecimientos. En primer lugar indica que si el Perú conmemorase el inicio de su proceso independentista, pues debería considerarse que "Francisco Antonio de Zela se rebeló en Tacna en 1811". Y "por cierto, la mucho más importante rebelión de los hermanos Angulo fue en 1814, en el Cuzco". El segundo mito, según agrega, es que el Perú fue el último país en independizarse. "Si Bolivia celebrara como nosotros su bicentenario, sería recién el 2025 (y no el 2009), puesto que su libertad se logró a consecuencia de la Batalla de Ayacucho". Siguiendo el mismo criterio cronológico, el Bicentenario de Ecuador no hubiera sido el 2009, "puesto que la batalla de Pichincha fue en 1822. En ella incluso participó un batallón peruano, enviado por San Martín", precisa. Contando desde la misma independencia fáctica, los bicentenarios de Chile y Argentina deberían ser el 2018 y 2016, respectivamente. No el 2010. Y tanto México como Brasil celebrarían sendos bicentenarios el mismo año que nosotros: el 2021. "Por ejemplo, en 1810, Argentina estaba jurándole lealtad al rey Fernando, preso en España", apunta Zapata.

### Contexto del Bicentenario
El 2020 fue un año convulsionado para el país debido a la crisis económica, política, y sanitaria que lo desbordó y sumió a una polarización sin precedentes a puertas del bicentenario de su independencia. El Perú, que arrastraba una crisis política entre 2016 y 2020 y un letargo en la economía tras dos décadas de crecimiento, desde que en marzo de 2020 cuando el gobierno de Martín Vizcarra decretó un estricto confinamiento para detener el avance del COVID-19.
El 2021 es un año clave para la historia peruana. No solo se cumplen doscientos años de independencia el 28 de julio, sino que el 11 de abril se realizarán elecciones generales para escoger al próximo jefe de Estado y representantes para el Congreso de la República, y ante las protestas ocurridas en noviembre de 2020 cuando se sucedieron tres presidentes en una semana, en consecuencia los rostros políticos enfrentan el desgano y la desconfianza de una amplia mayoría de la población. Para César Félix Sánchez, el país además se encuentra en un "estado de descomposición".

"El Perú se encuentra en un estado de descomposición, política fundamentalmente. Me atrevo a decir que nos encontramos en peor situación que en 1921 cuando se cumplió el centenario de la independencia. Las celebraciones del centenario, durante el gobierno de Leguía, estuvieron marcadas por una atmósfera de entusiasmo y desarrollo. El gobierno de Leguía se presentaba como un gobierno conservador, pero antioligárquico."
César Félix Sánchez, magíster en filosofía por la Universidad de Piura.

Sánchez declara que en 1921 los ánimos por la celebración del centenario eran bastante positivos, había la sensación de que el Perú se estaba acercando a lo que Jorge Basadre llamaría después "la promesa de la vida peruana".  Aunque esto no ocurrió así, pues solo nueve años después el país estaría al borde de la guerra civil tras la caída de Leguía. Ahora, en cambio, el Perú a puertas del Bicentenario no solo tiene la crisis producida por el coronavirus, sino también los efectos de un deterioro institucional significativo, con un Congreso fragmentado y un Ejecutivo inestable, asegura Sánchez.
Debido a la emergencia sanitaria provocada por el COVID-19 en el Perú, muchas de las actividades previstas por el Proyecto Especial Bicentenario para la conmemoración del Bicentenario, fueron canceladas, suspendidas o reformadas. La Agenda Bicentenario tuvo muchos cambios en las actividades que se tenían en mente desplegar durante el 2020, se tenía un foco muy importante en trabajar en las regiones del país, para hacer que el Bicentenario sea un proceso integrador de alcance nacional. A raíz de la emergencia sanitaria provocada por el COVID-19, se tuvo que cancelar las Giras Bicentenario, que tenían como objetivo llegar a todas las regiones del Perú para 2021; de igual manera Cabildos 21 y las Ferias Bicentenario que eran presenciales también se han tenido que adecuar a las circunstancias.
Asimismo tuvieron que posponerse para el 2021 la instalación de los 26 Parques Culturales Bicentenario en todo el país y la ejecución de las obras emblemáticas, porque ya venían con calendarios muy ajustados por los diferentes momentos de paralización y crisis que han tenido estas inversiones durante los últimos tres años. El periodo de conmemoración abarca hasta el 2024, por lo que la ejecución de las obras emblemáticas se reajustan a los calendarios establecidos.

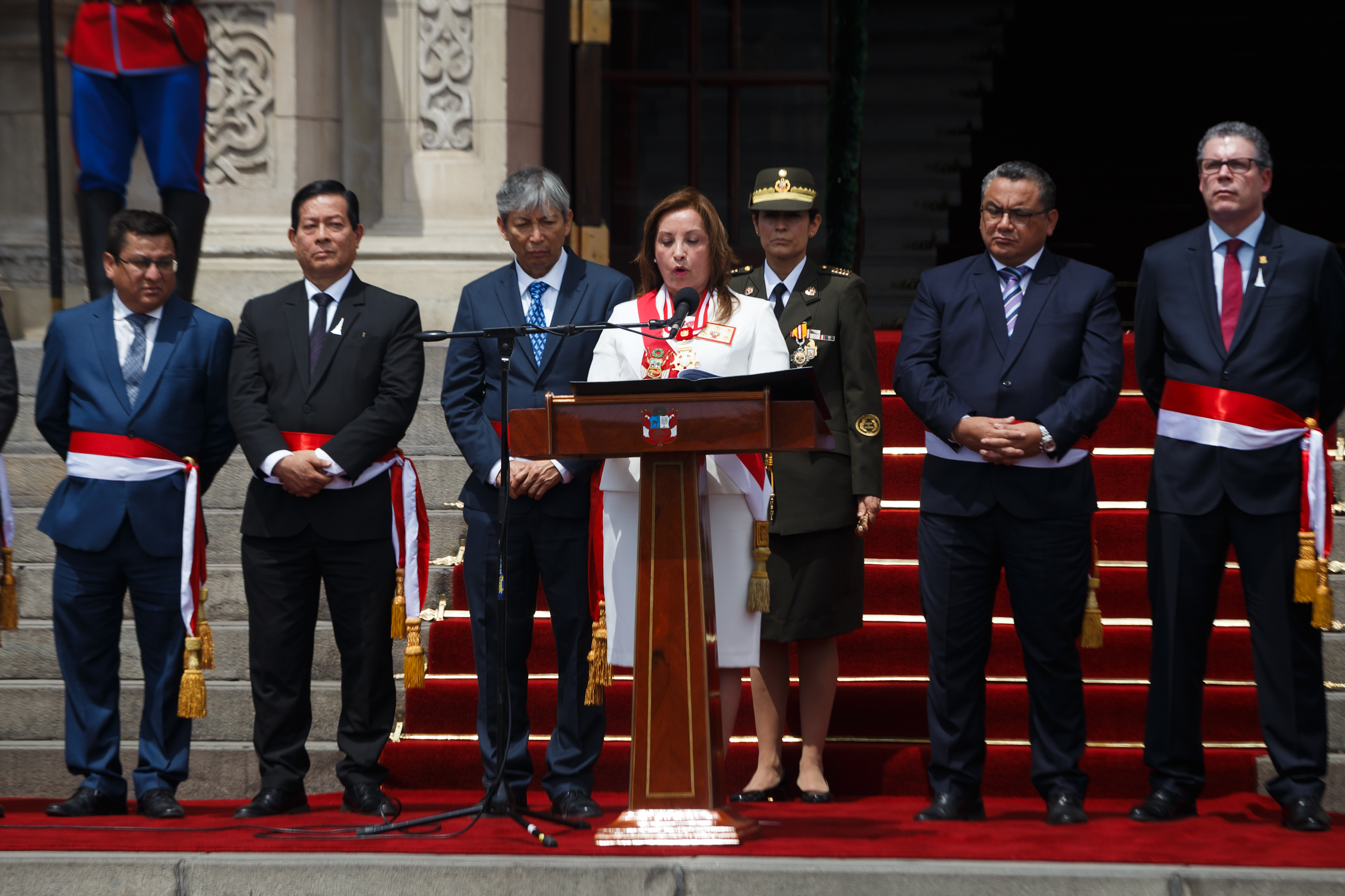
La presidenta Dina Boluarte dirige su discurso desde Palacio de Gobierno en conmemoración al Bicentenario de la batalla de Ayacucho.

En 2021, con la elección de Pedro Castillo, nació una nueva crisis política en la que el Congreso consolidó su poder. Meses después, la destitución de Castillo por parte del Parlamento conllevó protestas, especialmente en el sur del país, en contra de las autoridades aliadas del Congreso. En 2024, con motivo del bicentenario de la Batalla de Junín, se celebró un desfile sin la presencia de la nueva presidenta, Dina Boluarte, y en paralelo tuvo lugar un desfile ciudadano. En ese evento, se propuso invitar a los presidentes de Venezuela y Argentina, pero finalmente se descartó esa posibilidad. Un caso similar ocurrió con la Batalla de Ayacucho, en la que Boluarte no asistió a la Pampa de la Quinua por problemas climatológicos y prefirió celebrar una ceremonia paralela en el Palacio de Gobierno a puertas cerradas y con la presencia de militares.
A pesar de la alta desaprobación de la institución, uno de los congresistas intentó celebrar su Bicentenario denominándolos «congresistas del Bicentenario» y pidiendo vivas. Pero, como no se concretó, tuvo que editar el vídeo para incluir aplausos ficticios y así difundir su celebración en las redes sociales. El congresista señaló que en esta institución «no están acostumbrados» a trabajar con un «congresista del Bicentenario».